# Personaggi di Winx Club

Il Winx Club nell'episodio della quarta stagione Un mondo virtuale.

Questa è la lista dei personaggi della serie animata Winx Club.

## Winx Club
Il team "Winx Club" è un gruppo di fate adolescenti nato da un'idea di Bloom e fondato da lei insieme a Stella, Flora, Tecna e Musa all'inizio della prima stagione. A partire dalla seconda stagione entra a far parte del gruppo anche Aisha e, anche se soltanto ed esclusivamente nella quarta stagione, Roxy. Le giovani fate studiano e vivono ad Alfea, il miglior college per aspiranti fate di Magix, all'interno della Dimensione Magica.

### Bloom
Voce: Letizia Ciampa
Bloom è la leader del Winx Club e la Fata della Fiamma del Drago, principessa del pianeta Domino e sua Fata Guardiana, regno perduto che viene riportato in vita proprio da lei e da Sky. È cresciuta a Gardenia e la sua vita verrà poi cambiata per sempre dopo l'incontro con Stella. Dal cuore d'oro, gentile, altruista, leale, audace e temeraria, ma anche terribilmente testarda, ostinata, impaziente ed impulsiva. Possiede un piccolo coniglio di nome Kiko, al quale è molto affezionata. La sua migliore amica è Stella. Il suo fidanzato, promesso sposo dal secondo film, è Sky. Nella seconda stagione avviene il bonding fra lei e la Pixie delle soglie, Lockette, mentre nella quinta si lega alla Selkie Serena, custode del portale dell'oceano di Domino e nella settima all'unicorno Elas. Quando i suoi genitori biologici non ci saranno più, sposerà Sky e sarà l'erede di Domino. Per il suo aspetto fisico l'autore si è ispirato a Britney Spears.

### Stella
Voce: Perla Liberatori
Stella è la Fata del Sole e della Luna, successivamente ribattezzata in "Fata del Sole Splendente". È la principessa ereditaria e la Fata Guardiana di Solaria. Possiede una carnagione chiara, capelli biondi e occhi ambrati. È la più solare ed esuberante del gruppo; è inoltre molto vanitosa. La sua migliore amica è Bloom. Ha un anno in più delle sue amiche perchè è stata bocciata (ed espulsa da Alfea) per aver fatto esplodere un aula con una magia. Stella ama lo shopping, organizzare pigiama party, fornire dritte su abbigliamento e accessori, mentre detesta studiare. Per il suo l'aspetto fisico, l'autore si è ispirato all'attrice statunitense Cameron Diaz.
Trae i propri poteri proprio dal Sole e della Luna e degli astri in generale, ma in maggioranza dal primo (tant'è che si indebolisce quanto più è lontana dai raggi solari). I poteri di Stella si basano principalmente sulla luce, ma anche sul calore, può utilizzarli per attaccare l'avversario tramite raggi di luce ed energia magica di colore dorato, può usare il suo potere per creare barriere magiche protettive o semplicemente per illuminare posti bui. Stella inoltre possiede l'anello di Solaria, gioiello che può trasformarsi in un potente scettro, donato in tempi antichi dal Grande Drago ai regnanti del pianeta. L'anello-scettro dà la possibilità a chi lo possiede di teletrasportarsi da un posto all'altro e addirittura da una dimensione a un'altra. Inizialmente la fata lo utilizza come tramite per i suoi poteri, ma proseguendo nelle varie trasformazioni Stella non lo utilizza più (anche se lo possiede in quanto principessa ereditaria di Solaria). Infine Stella possiede anche i poteri di base di una fata come la telecinesi, la metamorfosi e la trasmutazione.
Apparsa nella prima stagione, Stella è la prima fata che Bloom incontra. Ella, infatti, giunge a Gardenia per sfuggire alle grinfie di un orco, che, vuole rubare il potente anello-scettro di Stella, che presumibilmente racchiude il potere della Fiamma del Drago. Stella si presenta a Bloom come la Principessa Ereditaria del Regno di Solaria e la invita a seguirla nel miglior college per aspiranti fate, la scuola di Alfea. Qui le due ragazze si uniscono a Musa, Tecna e Flora, formando un gruppo che chiamano Winx. Durante la prima stagione di fidanza con Sky, principe di Eraklyon che in realtà si rivela essere poi Brandon, il suo scudiero poiché i due per proteggere l'identità del giovane principe si erano scambiati i nomi. Inizialmente ne rimane delusa, ma decide di perdonarlo perché i suoi genitori, Re e Regina di Solaria, sono per lei esempio del fatto che l'amore non è legato al sangue reale.
Nella seconda stagione, durante il salvataggio delle Pixie, Stella instaura il Bonding – uno speciale legame che unisce una sola fata ad un'altrettanta Pixie – con Amore, Pixie dell'Amore grazie alla quale riesce anche a sventare il matrimonio del suo ragazzo, Brandon, costretto a sposare Amentia, la principessa del regno sotterraneo di Downland. Conquista il potere Charmix riuscendo finalmente ad accettare Aisha nel gruppo delle Winx.
Nella terza stagione, La contessa Cassandra di Solaria, alleatasi con Valtor usa un incantesimo sul padre di Stella, il re Radius, prossimo a sposarla, affinché egli si allontani da Stella, la quale perciò rischia di perdere il suo titolo principesco, anelato invece dall'invidiosa figlia della manipolatrice, Chimera. Abbandonato al proprio destino dalle due perfide donne, Radius si salva da un drago grazie a Stella, che raggiunge il livello fatato Enchantix e libera il sovrano dall'incantesimo, sconfiggendo Cassandra e Chimera, che vengono esiliate da Solaria.
Nella quarta stagione, trovata Roxy, Stella e le altre Winx raggiungono grazie a lei il livello Believix. Il gruppo di amiche apre il centro Love & Pet. Stella bada all'abbigliamento dei cuccioli e il suo "pet" è la piccola barboncina Ginger. Il rapporto con Brandon si incrina a causa di Mitzi, la quale, presasi una cotta per il ragazzo dopo che questi le ha salvato la vita, irrita la fata. Più avanti, tuttavia, Stella tornerà con lui.
Nella quinta stagione, Stella raggiunge prima il potere Harmonix e poi il potere Sirenix. Inoltre ottiene il Bonding con Illiris, la Selkie custode del portale dell'oceano di Solaria. Durante la stagione frutta la sua passione per la moda manifestando l'intenzione di diventare una stilista di successo. Nutre un grande affetto per i suoi genitori divorziati e desidera ardentemente che entrambi la ascoltino di più e cessino di litigare in continuazione; ciò avviene grazie all'esaudirsi del desiderio di Stella tramite la propria Guardiana del Sirenix.
Nella sesta stagione, sempre intenzionata a diventare una stilista di successo, Stella crea una boutique nel suo appartamento ad Alfea. Raggiunge il potere Bloomix insieme ad Aisha grazie alla tenacia nel battere i Basilischi Volanti. Successivamente, raggiunge il potere Mythix insieme alle altre Winx, grazie al quale riescono a sigillare per sempre il Legendarium.
Nella settima stagione, Stella si lega allo splendovivo Shiny e successivamente ottiene il potere Butterflix e il potere Tynix per entrare nei minimondi magici.
In Fate - The Winx Saga è interpretata da Hannah van der Westhuysen e doppiata in italiano da Margherita De Risi.

### Flora
Voce: Ilaria Latini
Flora è la fata dei fiori, successivamente ribattezzata "fata della natura" e Fata guardiana del regno di Lynphea, dove vive con i suoi genitori, due coltivatori, e sua sorella minore Miele. È la più riservata e tranquilla del gruppo, dal carattere timido e insicuro, ma quando c'è un problema mostra sempre il suo lato coraggioso. La migliore amica di Flora è Aisha. Il suo aspetto è ispirato alla cantante Jennifer Lopez.
Nella prima stagione Flora studia ad Alfea, dove vive dividendo la camera con Bloom. Inoltre, instaura un buon rapporto con Musa.
Nella seconda stagione Flora stringe il Bonding con Chatta, la Pixie delle chiacchiere e s'innamora di Helia, un nuovo Specialista di Fonterossa. L'insicurezza e la timidezza, però, impediscono alla giovane fata di esprimere i propri sentimenti, finché, grazie anche all'incoraggiamento di Chatta, riesce a dichiararsi e a ottenere così la magia Charmix.
Nella terza stagione Flora raggiunge il livello Enchantix rischiando la vita per salvare la sorella Miele, caduta in acque avvelenate per colpa delle Trix; dopo essersi trasformata usa i suoi poteri per liberare l'acqua dal veleno lanciato dalle Trix, riuscendo a sconfiggerle.
Nella quarta stagione Flora raggiunge il potere Believix insieme alle altre Winx grazie a Roxy e al centro Love & Pet bada alle cure mediche dei cuccioli, al principio peluche destinati al macero, animati da lei stessa.
Nella quinta stagione Flora ottiene prima il potere Harmonix e poi il potere Sirenix; inoltre stringe il Bonding con Desirée, la Selkie custode del portale dell'oceano di Lynphea. 
Nella sesta stagione raggiunge il potere Bloomix salvando Miele dai Treant. Successivamente, raggiunge il potere Mythix insieme alle altre Winx, grazie al quale riesce a sigillare per sempre il Legendarium e partecipa al matrimonio di Daphne.
Nella settima stagione Flora si lega al magilupo Amarock e successivamente ottiene il potere Buttertlix e il potere Tynix per entrare nei minimondi magici.
In Fate - The Winx Saga è interpretata da Paulina Chávez e doppiata in italiano da Emanuela Ionica.

### Musa
Voce: Gemma Donati
Musa è la Fata della Musica e proviene dal pianeta Melody, di cui è anche la Fata Guardiana. Ama cantare, suonare ed esibirsi sul palcoscenico. La sua migliore amica è Tecna. Musa possiede un tono candido di pelle, i capelli blu e gli occhi azzurri. I tratti fisici di Musa sono ispirati a quelli dell'attrice statunitense di origine taiwanese Lucy Liu.
Musa trae i propri poteri dal suono e dalla musica e generalmente dalla propria voce. Può utilizzare i poteri per attaccare l'avversario tramite energia magica, può creare barriere magiche protettive, vibrazioni soniche e colpi d'urto per confondere o distrarre l'avversario; inoltre, può creare dei campi di forza ed utilizzare la localizzazione tramite tracce sonore. Infine Musa possiede anche i poteri di base di una fata come la telecinesi, la metamorfosi e la trasmutazione.
Nella prima stagione Musa studia ad Alfea, dove vive dividendo la camera con Tecna. Nonostante affermi di non essere interessata ai ragazzi, prende una cotta per lo specialista Riven. Nella seconda stagione ottiene il Bonding con la piccola Tune, la Pixie delle Buone Maniere. Durante la stagione si viene a sapere che Musa è la figlia di una grande cantante di nome Wa-nin e di un abile pianista chiamato Ho-boè; Musa desidera diventare una star cantando e suonando le canzoni che aveva composto la madre, deceduta quando era molto piccola. Il lutto provocato dalla perdita della moglie fa sì che il padre di Musa vieti alla figlia di dedicarsi alla musica come professione, cambiando idea successivamente.
Nella terza stagione Musa raggiunge il livello Enchantix salvando la vita a Galatea, la principessa di Melody, dall'attacco delle Trix.
Nella quarta stagione raggiunge il potere Believix insieme alle altre Winx grazie a Roxy. Nel centro Love & Pet insegna ai cuccioli a cantare e ballare. Durante la stagione incontra un produttore discografico, Jason, il quale, dopo averla ascoltata cantare, le propone di esordire come cantante. 
Nelle quinta stagione ottiene prima il potere Harmonix e poi il potere Sirenix. Inoltre ottiene il Bonding con Sonna, la Selkie custode del portale dell'oceano di Melody. 
Nella sesta stagione raggiunge il potere Bloomix insieme a Tecna grazie all'efficace piano elaborato per battere i Pandemonium. Successivamente, raggiunge il potere Mythix insieme alle altre Winx, grazie al quale riescono a sigillare per sempre il Legendarium. 
Nella settima stagione, Musa si lega all'irtogatto Critty e successivamente ottiene il potere Butterflix e il potere Tynix per entrare nei minimondi magici. Nell'ottava stagione ottiene il potere Cosmix.
In Fate - The Winx Saga è interpretata da Elisha Applebaum e doppiata in italiano da Veronica Puccio.

### Tecna
Voce: Domitilla D'Amico
Tecna è la Fata della Tecnologia e proviene da Zenith ed è anche la Fata Guardiana del suo pianeta natale. Tecna possiede un tono candido di pelle, i capelli viola e gli occhi verdi. È la più razionale e intelligente del gruppo, molto spesso non riesce ad esprimere le proprie emozioni. La sua migliore amica è Musa. Tecna ama inventare sempre qualcosa di nuovo, programmare computer, risolvere i misteri e giocare ai videogiochi e a scacchi. Il personaggio di Tecna è ispirato alla cantante Pink.
Tecna trae i propri poteri dalla tecnologia, dall'elettricità e in generale dall'energia digitale. Tecna può utilizzare i poteri per attaccare l'avversario tramite energia magica, può creare barriere magiche protettive ed ologrammi digitali usati come illusioni; inoltre tramite i suoi poteri può effettuare varie azioni come localizzazioni, traduzioni, creazione di portali magici e creazione di dimensioni virtuali, dove può entrare e che può controllare. Infine Tecna possiede anche i poteri di base di una fata come la telecinesi, la metamorfosi e la trasmutazione.
Nella prima stagione Tecna studia ad Alfea, dove vive dividendo la camera con Musa. Nonostante ammetta di non essere "programmata" per una cosa illogica come l'amore, instaura un crescente rapporto con lo specialista Timmy, con il quale condivide la passione per la tecnologia.
Nella seconda stagione ottiene il Bonding con Digit, la Pixie della Nanotecnologia. Durante la stagione il rapporto tra Tecna e Timmy si incrina quando quest'ultimo si comporta da codardo ai suoi occhi lasciando fuggire le Trix, ma il giovane riacquisterà più avanti il suo amore dimostrando il suo coraggio e Tecna riesce così a ottenere la magia Charmix.
Nella terza stagione Tecna raggiunge il livello Enchantix rischiando la vita per richiudere il portale della Dimensione Omega apertosi sul pianeta Andros, salvando di fatto l'intera Dimensione Magica; Tecna resta intrappolata all'interno del portale e le Winx e gli Specialisti la credono morta, tranne Timmy, che riesce a scoprire che è viva nella Dimensione Omega, venendo salvata.
Nella quarta stagione Tecna raggiunge il potere Believix insieme alle altre Winx grazie a Roxy. Nel centro Love & Pet Tecna gestisce la home page del centro adozioni.
Nella quinta stagione ottiene prima il potere Harmonix e poi il potere Sirenix. Inoltre ottiene il Bonding con Lithia, la Selkie custode del portale dell'oceano di Zenith.
Nella sesta stagione raggiunge il potere Bloomix insieme a Musa grazie al piano elaborato per battere i Pandemonium. Successivamente, raggiunge il potere Mythix insieme alle altre Winx, grazie al quale riescono a sigillare per sempre il Legendarium.
Nella settima stagione, si lega al tecnoiattolo Flitter e successivamente ottiene il potere Butterflix e il potere Tynix per entrare nei minimondi magici.
Nella prima stagione di World of Winx ottiene il potere Dreamix entrando nel mondo dei sogni insieme alle altre Winx dopo che Annabelle realizza il suo sogno. Nella seconda serie di World of Winx ottiene il potere Onyrix.

### Aisha
Voce: Laura Lenghi
Aisha è la Fata dei Fluidi e la principessa ereditaria e Fata Guardiana del pianeta Andros, composto al 90% di acqua. Aisha possiede un tono scuro di pelle, i capelli bruni e gli occhi azzurri. È la più agile del gruppo, ama praticare gli sport e la sua migliore amica è Flora. Per il suo aspetto, l'autore si è ispirato alla cantante statunitense Beyoncé.
È in grado di creare e manipolare a suo piacimento una sostanza chiamata Morphix, una specie di fluido fatto di energia magica di colore rosa, che può utilizzare allo stato liquido per attaccare gli avversari oppure come plasma per creare barriere magiche gommose impossibili da oltrepassare e che riflettono gli attacchi moltiplicandone l'effetto. Inoltre può utilizzare anche altri tipi di liquidi e in particolare l'acqua. Infine possiede i poteri di base di una fata come la telecinesi, la metamorfosi e la trasmutazione.
Aisha appare per la prima volta nella seconda stagione, dove chiede aiuto alle Winx per salvare le piccole Pixie prigioniere di Lord Darkar. Successivamente inizia a studiare e a vivere ad Alfea. L'ingresso di Aisha all'interno del gruppo come nuovo membro avviene dopo qualche incomprensione con Stella. Inoltre Aisha forma una forte amicizia con Musa, attraverso il loro amore per la danza. Aisha è la prima fata ad ottenere il Bonding con Piff, la Pixie del Sogno.
Nella terza stagione diventa cieca a causa di un incantesimo di Valtor e raggiunge il livello Enchantix salvando la vita alla regina Ligea con l'incantesimo che le avrebbe ridato la vista, rinunciandovi, ma grazie alla Polvere di Fata dell'Enchantix guarirà. Durante la stagione avrà un forte contrasto con i genitori che cercano di imporle un matrimonio combinato con un giovane mago di buona famiglia chiamato Nabu. Successivamente incontra il mago Ophir, molto attratto da Aisha, la quale inizialmente non ricambia; in realtà Ophir è Nabu che cercava solo di scoprire altro sulla principessa Aisha, in quanto suo promesso sposo. Alla fine tra i giovani si innamoreranno ed accetteranno il matrimonio concordato dai propri genitori.
Nella quarta stagione Aisha raggiunge il potere Believix insieme alle altre Winx grazie a Roxy. Nel centro Love & Pet bada all'attività fisica dei cuccioli. Alla fine, Ogron ruba ad Aisha l'incantesimo del Dono Nero utilizzandolo su di un piccolo fiore lasciando morire Nabu, il quale aveva utilizzato fino all'ultimo briciolo di energia per richiudere il portale aperto dagli Stregoni del Cerchio Nero. Aisha, in preda alla rabbia ed alla disperazione, si allea con Nebula per vendicarsi dei cacciatori di fate, battendosi anche contro le Winx, che però riusciranno a persuaderla. Aisha batterà gli stregoni insieme alle altre Winx.
Nella quinta stagione ottiene prima il potere Harmonix e poi il potere Sirenix. Inoltre ottiene il Bonding con Lemmy, la Selkie del portale dell'oceano di Andros. Infine Aisha incontra il mago Roy, il quale prende una forte cotta per lei.
Nella sesta stagione raggiunge il potere Bloomix insieme a Stella grazie alla tenacia nel battere i Basilischi Volanti. Durante la stagione la giovane fata diventerà il centro delle attenzioni di Roy e del paladino Nex, i quali faranno di tutto per far breccia nel suo cuore, ma alla fine Aisha sceglierà Roy. Successivamente raggiunge il potere Mythix insieme alle altre Winx, grazie al quale, riescono a sigillare per sempre il Legendarium.
Nella settima stagione si lega al Cry-Cry Squonk e successivamente ottiene il potere Butterflix e il potere Tynix per entrare nei minimondi magici.
In Fate - The Winx Saga è interpretata da Precious Mustapha e doppiata in italiano da Sara Labidi.

### Roxy
Voce: Debora Magnaghi
Roxy è la Fata degli Animali, Principessa di Tír na nÓg, il regno delle Fate della Terra, è la più giovane del gruppo. Ha occhi indaco e capelli fucsia con le punte bionde. È anche molto insicura e talvolta non sa come utilizzare i propri poteri. È cresciuta a Gardenia dove lavora come cameriera al Frutti Music Bar, il locale di suo padre Klaus, mentre non ha mai conosciuto sua madre, ignorando di essere l'ultima fata terrestre; possiede un cane di nome Artù e molti cuccioli magici acquistati al Love & Pet. Dopo la quarta stagione diviene un personaggio secondario, per poi tornare come personaggio principale nella settima stagione.
Roxy è la Fata degli Animali e da essi trae i propri poteri. Oltre ai normali poteri da fata, può avvertire che cosa provano gli animali grazie ad una sorta di empatia e può calmarli se sono arrabbiati o spaventati. Può comunicare con loro telepaticamente, donare loro la parola, prestare loro la propria energia e prendere in prestito le loro abilità, vedere attraverso i loro occhi, rintracciarli e controllarli; può inoltre evocarli per combattere al suo fianco. È dotata di un sesto senso per il pericolo ed è l'unica in grado di utilizzare il potere del Cerchio Bianco, la chiave per il regno delle Fate della Terra, che amplifica anche i suoi poteri. Inoltre, nel corso della quarta stagione riesce a lanciare un semplice incantesimo di telecinesi e ad utilizzare la propria energia magica contro l'avversario, tramite quattro incantesimi.
Roxy appare per la prima volta nel terzo episodio della quarta stagione quando, mentre porta a spasso il suo cane Artù, si ferma ad osservare la vetrina del centro delle Winx, il Love & Pet. Dato che il negozio non è stato ancora inaugurato, Stella la caccia via in malo modo, portando Roxy a credere che le Winx siano solo delle ragazze snob di cui diffidare. La giovane, che ignora la sua natura di fata, prima di andarsene usa involontariamente il proprio potere di empatia con gli animali per parlare con i pets, quindi le Winx suppongono che sia coinvolta con gli Stregoni del Cerchio Nero. Affascinata dai cuccioli magici, inizia ad acquistarne moltissimi dal portale internet del Love & Pet con altri nomi, finché le Winx, credendo che si tratti di un malintenzionato, la seguono e le chiedono spiegazioni: Roxy, colpita da questo comportamento, decide di stare il più possibile lontana dalle ragazze, credendo che siano pazze. La ragazza viene successivamente attaccata da Gantlos e dagli altri cacciatori di fate e stenta a credere all'esistenza della magia; ben presto, però, si ravvede ed è la prima persona sulla Terra a credere nelle fate e nelle Winx, che, grazie al credo della ragazza, diventano delle fate Believix. Roxy realizza così di essere l'ultima fata della Terra e fata degli animali e, successivamente, instaura un rapporto di amicizia con le Winx, in particolare con Bloom, poiché entrambe sono cresciute nella città di Gardenia e sono state introdotte nel mondo magico solo una volta diventate adolescenti. La giovane impara ad utilizzare i suoi poteri passo per passo ma, quando prova a raccontarlo a suo padre, scopre che in realtà si tratta di Duman trasformato, che la rapisce. Roxy riesce a liberarsi e a salvare suo padre, ma Gantlos attacca Artù: infuriata, la ragazza riesce a trasformarsi per la prima volta in fata e batte gli stregoni. Ciononostante, Roxy afferma di non voler più essere una fata perché è troppo pericoloso, ma quando Ogron attacca Bloom e Klaus, combatte valorosamente anche grazie al supporto della donna misteriosa che appare nei suoi sogni. Successivamente, la giovane lotta con le Winx per liberare le altre Fate della Terra, prigioniere da secoli sull'isola perduta di Tír nan Óg, ma rimane molto delusa scoprendo che le sue compagne sono intenzionate a vendicarsi non solo degli stregoni, ma anche dei terrestri. Dopo aver parlato con la regina delle fate, Morgana, riesce a convincere le fate terrestri a rinunciare ai loro propositi. Inoltre, scopre di essere la figlia di Morgana e quindi la sua erede: dopo essere stata catturata da Ogron, infatti, Morgana aveva cancellato la sua memoria e quella di Klaus, ma riusciva a raggiungerla attraverso i sogni, mettendola in guardia dal pericolo rappresentato dai cacciatori di fate. Roxy è felice di aver ritrovato sua madre e così la sua famiglia si riunisce. Dopo la definitiva sconfitta degli stregoni, assiste all'incoronazione della fata Nebula come nuova regina delle fate terrestri, essendo Roxy troppo giovane per salire al trono ed accetta la proposta della preside Faragonda di iscriversi al college per aspiranti fate di Alfea, nel magico mondo di Magix.
Nella quinta stagione, Roxy inizia a frequentare Alfea per migliorare il controllo sui suoi poteri e potenziarli. Successivamente, appare raramente tra le altre studentesse.
Nella sesta stagione, Faragonda le chiede di guarire un corvo ferito ritrovato dalle Winx. Roxy dona all'animale la parola, scoprendo che si tratta della preside Griffin di Torrenuvola, tramutata in corvo dalle Trix. Non riuscendo a restituirle le sue sembianze da sola, chiede aiuto a Flora, ma invano. Roxy riesce infine a riportare la preside Griffin alla forma umana combinando i suoi poteri con una pozione creata dal professor Palladium.
Nella settima stagione, grazie al suo potere Roxy diventa necessaria per salvare gli animali fatati, pertanto affianca le Winx nelle loro missioni, utilizzando una pietra dei ricordi per viaggiare con loro nel passato. Quando la pietra le viene sottratta da Brafilius, Roxy è costretta a rimanere nel presente: installa pertanto in camera propria delle sfere tecnomagiche rappresentanti i vari pianeti e, con l'aiuto di uccelli magici chiamati Piripicchi, individua di volta in volta le specie in pericolo. In seguito, si occupa anche della riserva naturale aperta dalle Winx a Gardenia e, in occasione dell'attacco delle Trix ad Alfea, guida la resistenza.
Nella serie di fumetti, Roxy appare per la prima volta nell'albo numero 68, Roxy la settima fata, dove davanti ad un concilio di maghi racconta assieme alle altre gli avvenimenti della quarta stagione della serie animata, che hanno portato alla sua scoperta di essere l'ultima fata terrestre. Le Winx si ritrovano ad affrontare un T-rex che la giovane riesce a placare con i suoi poteri. Successivamente, Roxy si unisce al gruppo delle Winx, affiancandole in tutte le loro avventure per l'intera quarta stagione del fumetto; inoltre, prende una cotta per uno specialista di Fonterossa, Manuel. Nella quinta stagione del fumetto non appare, mentre fa qualche comparsa nella sesta, nella settima e nell'ottava.

## Specialisti
Gli Specialisti sono un gruppo di giovani cavalieri che studiano a Fonterossa, uno dei tre college di Magix, per diventare abili guerrieri. Uno "specialista" è così chiamato proprio perché è specializzato nell  combattimento; spesso è chiamato anche "mago", malgrado lo specialista non utilizzi incantesimi o la magia. I giovani eroi posseggono comunque un vasto repertorio di armi magiche a proprio usufrutto, a partire dalle Phantoblade, una tipologia innovativa di armi bianche. Inoltre possono avvalersi di una vasta gamma di veicoli tecnologicamente avanzati, tra cui l'astronave Hawk, la navicella Owl, l'aeromobile Crow, ma in particolare moto volanti chiamate Wind Rider. Infine, gli Specialisti sono abili nel domare i draghi alati. Essi appaiono fin dai primi episodi della prima stagione (tranne Helia, apparso a partire dalla seconda stagione, e Nabu, dalla terza); ben presto diventano i fidanzati delle Winx, accompagnandole nelle varie avventure.

### Sky
Voce: Alessandro Quarta (serie TV), Marco Vivio (film)
Sky è il fidanzato di Bloom e uno studente della scuola per Specialisti di Fonterossa e il principe ereditario del pianeta Eraklyon, figlio dei sovrani Erendor e Samara. 
È destinato a diventare re un giorno, e questo influenza non poco il suo temperamento, mantenendolo conteso tra la sua indole combattiva e coraggiosa e la consapevolezza di avere dei doveri da adempiere e delle aspettative da non deludere. 
Per la sua incolumità, nella prima parte della prima stagione, Sky inverte nome e ruolo con Brandon, suo compagno di stanza e migliore amico. È giunto a Fonterossa per allenarsi nella scherma e soprattutto per migliorare come pilota di tecno-veicoli. 
È il leader del gruppo degli Specialisti.
L'arma che utilizza maggiormente è la spada, ma anche uno speciale scudo che può essere usato come tavola per volare. Ha una cagnolina di nome Lady.
Appare per la prima volta insieme agli altri Specialisti nel primo episodio della prima stagione per rispondere a una richiesta di aiuto di Stella. Grazie a Brandon si viene a sapere che si tratta della loro prima missione, infatti i ragazzi appaiono ancora piuttosto inesperti, benché alla fine riescano a costringere l'orco Knut alla fuga. 
Nel corso della stagione Sky si innamorerà di Bloom, fatto che lo porterà temporaneamente in competizione con Riven, suo ex compagno di squadra, anch'egli inizialmente attratto dalla ragazza e la sosterrà in molti momenti difficili. Nell'episodio 17 della serie viene svelata la sua vera identità, che aveva fino a quel momento tenuto nascosta a Bloom. Questo ferirà profondamente la ragazza, che nella stessa occasione conoscerà anche Diaspro, promessa sposa di Sky della quale però il principe non è affatto innamorato e la spingerà ad abbandonare temporaneamente la dimensione magica. Alla fine della stagione Sky aiutera Bloom ad entrare a Torrenuvola per cercare di riappropriarsi della Fiamma del Drago. 
Durante la fuga da Torrenuvola Bloom e Sky saranno costretti a separarsi dagli altri e finiranno dispersi nella foresta di Selvafosca. Nell'ultimo episodio Sky bacia Bloom per la prima volta, gesto che suggellerà la loro definitiva riappacificazione e il loro fidanzamento.
Nella terza stagione Diaspro, grazie ad un filtro d'amore datole da Valtor, riesce a far innamorare di lei il giovane principe.
Si dimentica del suo amore per Bloom e incattivito dalle parole di Diaspro, Sky arriverà a tentare di uccidere la fidanzata, ma la Polvere di Fata di Stella libererà Sky dall'incantesimo.
Alla fine del primo film diventa re.
Quando le Winx si recano sulla Terra per trovare l'ultima fata terrestre Sky e gli altri Specialisti le seguono per proteggerle da eventuali pericoli. Tuttavia questa decisione irriterà fortemente le fate, convinte di non aver bisogno di protezione e che il gesto degli Specialisti sia una attestata mancanza di fiducia in loro. Inoltre, Sky si dimostrerà piuttosto geloso di Andy, un amico d'infanzia di Bloom che sembra essere ancora interessato alla ragazza.
Nella quinta stagione, deciso a chiedere la mano di Bloom, Sky ha intenzione di farle dono del Ciondolo di Eraklyon come pegno del proprio amore, che perde però durante una missione nell'oceano. 
Nel quarto episodio precipita in uno stato d'amnesia per salvare Bloom e il suo rapporto con la fidanzata entra in crisi, non essendo più in grado né di riconoscerla né tantomeno di amarla come prima. 
Ancora una volta Diaspro tenterà di approfittare della cosa per conquistarlo, ma anche privo di memoria Sky si troverà terribilmente annoiato dalla ragazza. Nel corso della stagione Bloom riuscirà comunque a riavvicinarlo grazie alla propria allegria e al proprio spirito. 
Alla fine Sky riuscirà a recuperare la memoria dopo che Flora e Desyree avranno recuperato il ciondolo dal fondo del mare. 
Nel penultimo episodio Bloom e lui si rimetteranno ufficialmente insieme.
Nel secondo film chiede la mano a Bloom. 
Nella serie live-action Fate - The Winx Saga Sky è interpretato dall'attore britannico Danny Griffin e doppiato in italiano da Riccardo Suarez.

### Brandon
Voce: Massimiliano Alto (st. 1-2, s3 primi 3 episodi 4), Nanni Baldini (st. 3 ep 4-26), Gianluca Crisafi (st. 5+), Gianfranco Miranda (film)
Brandon è il fidanzato di Stella. Il pianeta da cui proviene è Eraklyon, è il migliore amico nonché lo scudiero di Sky; in nome della grande amicizia che li lega fin da bambini, Brandon accetta di iscriversi a Fonterossa con il nome di Sky, per proteggere quest'ultimo. L'arma che utilizza maggiormente è lo spadone. Pur avendo molto successo con le ragazze, il cuore di Brandon batte soltanto per Stella. Nella quarta stagione il rapporto con quest'ultima s'incrina per via di Mitzi, ma alla fine i giovani innamorati si riappacificheranno. Continuando a stare insieme a Stella, quando quest'ultima diverrà Regina, lui la affiancherà come re consorte di Solaria.

### Riven
Voce: Mirko Mazzanti (serie TV), Emiliano Coltorti (film)
Riven è uno studente della scuola per Specialisti. Ha i capelli rossi e lisci e gli occhi viola e, nella prima stagione, indossa sempre pantaloni color granata e una camicia bianca. Dal carattere ribelle e tenebroso, ma anche spavaldo e arrogante, si sente in competizione con Sky ed è appassionato di sport, a cui si allena costantemente, per via di un forte desiderio di perfezionarsi sempre di più. L'arma che utilizza maggiormente è la scimitarra, ma in alternativa usa anche una sorta di bolas accoppiata a un pugnale. Nella prima stagione sembra inizialmente essere attratto da Bloom. Dalla seconda stagione è legato sentimentalmente a Musa, anche se rimarrà un alleato stretto di Bloom. È il migliore amico di Nabu.
Nella serie live-action Fate - The Winx Saga Riven è interpretato dall'attore britannico Freddie Thorp e doppiato in italiano da Federico Campaiola.

### Timmy
Voce: Corrado Conforti (serie TV), Davide Perino (film)
Timmy è il fidanzato di Tecna. È la mente del gruppo, proviene da una grande famiglia di scienziati ed è appassionato di tecnologia, fatto che fungerà da interesse comune con Tecna. Preferisce utilizzare una pistola con proiettili energetici, ma usa anche uno spadino.

### Helia
Voce: Francesco Pezzulli (st. 2-3), Leonardo Graziano (st. 4+; film)
Helia è il fidanzato di Flora. È uno studente mite e pacifico, non ama molto lottare, ma è un grande pilota. È il nipote di Saladin, il preside di Fonterossa. Helia ama l'arte e scrivere poesie d'amore alla sua ragazza. L'unica arma che utilizza è un guanto da cui escono dei raggi laser grazie ai quali può bloccare anche bestie di grandi dimensioni.

### Nabu
Voce: Sacha De Toni
Nabu è il fidanzato di Aisha è un giovane mago proveniente dal pianeta Andros ed è il promesso sposo di Aisha. È in grado di utilizzare un bastone magico con cui può avere accesso a più incantesimi. Appare nella terza stagione, presentandosi come "Ophir", fuggendo da casa per incontrare Aisha; alla fine i giovani fidanzati s'innamorano l'uno dell'altra ed accettano il fidanzamento. Da allora si unisce al gruppo degli Specialisti, pur non studiando a Fonterossa. Durante la quarta stagione utilizza fino all'ultimo briciolo la sua forza per salvare le Fate Terrestri dall'abisso creato dalla magia del Cerchio Nero; le Winx avrebbero l'opportunità di salvarlo grazie al Dono Nero ma Ogron, uno degli Stregoni del Cerchio Nero, lo sottrae dalle mani di Aisha usandolo per ravvivare un fiore raggrinzito. Nabu spira così tra le braccia della fidanzata che, per vendicarlo, si unirà temporaneamente alle fate guidate da Nebula per vendicarsi degli Stregoni. E' il migliore amico di Riven.

### Roy
Voce: Emanuele Ruzza
Roy è un nuovo specialista proveniente da Andros che appare nella quinta stagione. È responsabile dello yacht delle Winx, l'Odissea Explorer. Ha una cotta per Aisha. Possiede un certo tipo di potere che gli permette di respirare sott'acqua "l'aura del tritone".

### Nex
Voce: Daniele Raffaeli, Marco Bassetti (S6E07)
Nex è il migliore amico di Thoren. L'arma che utilizza è l'Alabarda del Vento. Come Roy ha una cotta per Aisha e questo innescherà un'accesa rivalità fra i due per riuscire a conquistarla. Alla fine Aisha sceglierà lui.

### Thoren
Voce: Alessio De Filippis
Thoren è il vice leader degli Specialisti. È il cugino di Sky, con il quale, inizialmente, non è in buoni rapporti, per via di una brutta esperienza avuta da ragazzini, ma, ben presto, si riappacificheranno. L'arma che utilizza è il Martello Terremoto. È profondamente innamorato di Daphne, la quale sembra ricambiare; infatti, nella sesta stagione, accetta la proposta di matrimonio del paladino. Alla fine della sesta stagione Thoren e Daphne convolano a nozze.

## Creature magiche

### Pixie
Le Pixie sono creature magiche dall'aspetto simile a piccole fate. Esse vivono in un piccolo villaggio situato nella Foresta di Selvafosca, nel mondo di Magix e possono ottenere il cosiddetto Bonding con una fata, ovvero, uno speciale legame magico che lega una fata ed una Pixie. Appaiono a partire dalla seconda stagione, dove ricoprono un ruolo di rilievo fino alla terza stagione, accompagnando le Winx nelle avventure varie; nella quarta stagione appaiono in un unico episodio mentre nella quinta stagione non appaiono affatto. Ritornano ad avere un ruolo rilevante nella sesta stagione, successivamente ridotto nella settima stagione. Appaiono come protagonisti nello spin-off PopPixie.

#### Lockette
Voce: Laura Lenghi (serie TV, primo film), Beatrice Bologna (secondo film)
Lockette è la Pixie delle Soglie ed è legata a Bloom. È la più prudente tra le Pixie, è anche molto insicura. La sua insicurezza può essere fatale, perché se sbaglia un incantesimo di apertura, la soglia che doveva aprire rimane bloccata per sempre. Odia rischiare, per questo non sopporta Zing che è il suo opposto. È intimorita dalle grandi altezze, infatti soffre di vertigini, nonostante abbia le ali per volare.

#### Amore
Voce: Ilaria Latini (st. 2-4, film), Francesca Rinaldi (st. 6+)
Amore è la Pixie dell'Amore ed è legata a Stella. È romantica e sognatrice è caratterizzata da un accento francese che perde nella sesta stagione e già nello spin-off PopPixie.

#### Chatta
Voce: Perla Liberatori
Chatta è la Pixie delle chiacchiere ed è legata a Flora. È estremamente chiacchierona e spesso logorroica, ha un carattere vivace ed è molto impulsiva, ama chiunque abbia voglia di parlare con lei. Inoltre, in molte circostanze, incoraggia la propria fata ad essere più loquace.

#### Tune
Voce: Letizia Ciampa
Tune è la Pixie delle Buone Maniere ed è legata a Musa (fino alla quarta stagione). È molto educata, pulita e ordinata, spesso riprende Musa a non essere sempre un maschiaccio; quando si arrabbia grida con un acuto assordante.

#### Digit
Voce: Gemma Donati
Digit è la Pixie della Nanotecnologia ed è legata a Tecna (fino alla quarta stagione). È la più intelligente e razionale tra le Pixie e, proprio come Tecna, ama la tecnologia e i videogiochi.

#### Cherie
Voce: Ilaria Latini
Cherie è la Pixie del tempo atmosferico ed è legata a Musa  (a partire dalla sesta stagione). È viziata e capricciosa, ma sa essere anche gentile. è già apparsa nello spin-off PopPixie.

#### Caramel
Voce: Silvia Avallone
Caramel è la Pixie della Super-Forza ed è legata a Tecna (a partire dalla sesta stagione). È forzuta e molto in gamba, ed è un'ottima pasticcera. È già apparsa nello spin-off PopPixie.

#### Ninfea
Voce: Barbara Pitotti, Cristina Poccardi (ep. 6×24)
Ninfea è la regina delle Pixie e sorveglia il Codex del villaggio dei Pixie.

#### Concorda
Voce: Alessia La Monica
Concorda è la Pixie che sorveglia il Codex di Alfea; vive nell'Archivio Magico di Alfea ed è legata a questo.

#### Discorda
Voce: Tatiana Dessi
Discorda è la Pixie che sorveglia il Codex di Torrenuvola; vive nel punto più alto di Torrenuvola.

#### Athena
Voce: Milvia Bonacini
Athena è la Pixie che sorveglia il Codex di Fonterossa; vive nel passaggio sotterraneo di Fonterossa.

#### Glim
Voce: Domitilla D'Amico
Glim è la Pixie delle Lucciole; ama qualsiasi cosa luccichi.

#### Zing
Voce: Perla Liberatori
Zing è la Pixie degli Insetti; è molto agile e atletica ed ama il rischio. Una particolare caratteristica che possiede è di citare personaggi famosi del cinema e dei fumetti.

#### Livy
Voce: Domitilla D'Amico
Livy è la Pixie dei Messaggi ed è la sorella minore di Jolly. È molto maldestra e non possiede una buona memoria.

#### Jolly
Voce: Monica Ward
Jolly è la Pixie del Futuro ed è la sorella maggiore di Livy. È in grado di leggere nelle carte un probabile destino degli abitanti di Magix.

#### Piff
Voce: Domitilla D'Amico (st. 2-4, film), Gaia Bolognesi (st. 6+)
Piff è Pixie del Sogno, è legata a Aisha. Dorme in qualsiasi posto si trovi, persino in volo. È la più piccola tra le Pixie legate alle Winx, il suo linguaggio è quasi incomprensibile dato che è ancora un'infante, ma Chatta è in grado di tradurre le sue parole. Piff ha i capelli coperti da una cuffietta da notte. I suoi colori preferiti sono: giallo fluo, rosa, fucsia, verdone… La sua carnagione è molto abbronzata. I colori che la contraddistinguono sono: verdone, rosa.

### Love & Pet
Il Love & Pet è un centro adozioni per cuccioli fatati gestito dalle Winx durante la quarta stagione per far sì che i terrestri credano nella magia. I pets non sono altro che vecchi peluche da macero, animati da Flora; ciascuna Winx possiede un proprio cucciolo e chiunque può adottarne uno.

#### Belle
Belle è il pet appartenente a Bloom. È un'agnellina amante dell'avventura e del divertimento.

#### Ginger
Ginger è il pet appartenente a Stella. È una barboncina che ama essere al centro dell'attenzione e farsi fare le coccole.

#### Coco
Coco è il pet appartenente a Flora. È una gattina molto carina e vivace con una passione per le piante e i fiori.

#### Chicko
Chicko è il pet appartenente a Tecna. È una femmina di anatroccolo appassionata di videogiochi.

#### Pepe
Pepe è il pet appartenente a Musa. È un orsacchiotto con un amore sviscerato per il cibo.

#### Milly
Milly è il pet appartenente ad Aisha. È una coniglietta che ama praticare ginnastica.

### Selkie
Le Selkie sono delle creature magiche acquatiche, a metà tra un pesce ed una piccola sirena. Le Selkie sorvegliano i portali degli oceani della Dimensione Magica e possono ottenere il Bonding con una fata proprio come le Pixie. Appaiono nella quinta stagione.

#### Serena
Voce: Cristina Poccardi (serie TV, 1ª voce), Rachele Paolelli (serie TV, 2ª voce), Ilaria Giorgino (film)
Serena è la Selkie che custodisce il portale dell'oceano di Domino ed è legata a Bloom. È intelligente e possiede una parlantina spedita.

#### Illiris
Voce: Francesca Rinaldi
Illiris è la Selkie che custodisce il portale dell'oceano di Solaria ed è legata a Stella. È ottimista ed ironica.

#### Desiryee
Voce: Veronica Cannizzaro
Desiryee ed è la Selkie che custodisce il portale dell'oceano di Lynphea ed è legata a Flora. È gentile ed ama nuotare danzando.

#### Sonna
Voce: Perla Liberatori
Sonna è la Selkie che custodisce il portale dell'oceano di Melody ed è legata a Musa. È facilmente irritabile.

#### Lithia
Voce: Rachele Paolelli (1ª voce), Ilaria Giorgino (2ª voce)
Lithia è la Selkie che custodisce il portale dell'oceano di Zenith ed è legata a Tecna. È intelligente e nuota come un razzo.

#### Lemmy
Voce: Gaia Bolognesi
Lemmy è la Selkie che custodisce il portale dell'oceano di Andros ed è legata ad Aisha. È timida ed impacciata e parla sussurrando.

#### Phylla
Voce: Eleonora Reti
Phylla è la Selkie che custodisce il portale dell'oceano della Terra. Parla di se stessa in terza persona.

#### Nissa
Voce: ?
Nissa è la Selkie che custodisce il portale di Roccaluce. È un'amante delle cerimonie.

### Animali fatati

#### Shiny
Voce: Francesca Rinaldi
Shiny è l'animale fatato legato a Stella. È uno splendovivo, ovvero, un grande uccello luminoso simile ad una fenice; quando Stella è una fata Tynix ha un aspetto più regale e cresce ulteriormente. È molto vanitosa ed ama tutto ciò che luccica. Inoltre, ha una cotta per Brandon.

#### Critty
Voce: Cristina Poccardi
Critty è l'animale fatato legato a Musa. È un irtogatto, ovvero, un piccolo gatto, da un pelo rosa e magenta con degli aculei; quando Musa è una fata Tynix, cresce ed assume le sembianze di un maestoso felino. È indisponente e permalosa, ma quando ascolta la musica diventa molto affettuosa.

#### Flitter
Voce: Valentina Pallavicino
Flitter è l'animale fatato legato a Tecna. È un tecnoiattolo, ovvero, un grazioso scoiattolo volante dal pelo viola; quando Tecna è una fata Tynix, cresce ed appare più maestoso. È abile nella tecno-magia ed ama volare alla super-velocità.

#### Squonk
Voce: Maurizio Merluzzo
Squonk è l'animale fatato legato a Aisha. È un crycry, ovvero, una creatura simile ad uno squonk, dal pelo bianco e turchese e in generale un aspetto buffo; quando Aisha è una fata Tynix cresce, diventando una creatura alata. Possiede la caratteristica di scoppiare facilmente in lacrime, inondando tutto ciò che lo circonda.

#### Amarok
Voce: Marco Foschi
È l'animale fatato legato a Flora. È un magilupo, ovvero, un lupo dal pelo bianco e chiazze rosa; quando Flora è una fata Tynix appare di dimensioni più grandi con un particolare simbolo sulla fronte.

#### Elas
Voci: Davide Perino, Marco Bassetti (quando viaggia per i mini mondi)
 È l'animale fatato legato a Bloom. È un piccolo unicorno, ovvero, un cavallo dal corno incantato e dalla chioma arcobaleno; quando Bloom è una fata Tynix assume un aspetto più adulto e regale e, man mano che accresce la propria forza, il corno evolve, diventando prima argento ed infine dorato.

#### Creatura dal Manto Arcobaleno
Voce: ? 
La Creatura dal Manto Arcobaleno è una creatura che, apparentemente, è un semplice cavallo ma, dinnanzi a chi lo soccorre, mostra il manto color arcobaleno. Nella quinta stagione le Winx salvano la creatura dall'attacco delle Trix. Nella settima stagione si scopre che è il guardiano dell'antico regno di Graynor.

## Personaggi ricorrenti

### Alfea
Alfea è uno dei tre college di Magix; qui le aspiranti fate studiano per affinare i propri poteri.

#### Faragonda
Voce: Roberta Greganti (st. 1-7), Giò-Giò Rapattoni (st. 8+), Emanuela Rossi (film)
Faragonda è la preside del college ed è inoltre l'insegnante di Convergenza Magica Applicata. È una fata affabile e gentile, ma anche inflessibile quando serve. Spesso è intervenuta direttamente nelle missioni delle Winx. In passato ha fatto parte della cosiddetta "Compagnia della Luce" assieme a: Griffin, Saladin, Hagen, Oritel e Marion. Fu sempre lei, insieme a Saladin e alla Griffin, ad annientare le tre Streghe Antenate, mentre i genitori di Bloom tentarono di sconfiggere Valtor in uno scontro che apparentemente costò loro la vita.
Dal punto di vista più propriamente caratteriale, mostra quasi sempre calma e gentilezza nell'atto di comunicare con studentesse e docenti; nella quarta stagione si tiene in contatto con le Winx servendosi spesso di un computer all'avanguardia collocato nel suo grande ufficio presso Alfea. Nella prima stagione si dimostra alquanto reticente con Bloom, rivelandole gradualmente e parzialmente i segreti delle sue origini per paura che ella non sia sufficientemente pronta ad affrontare la verità.
Faragonda è forte e potente ed è in grado di utilizzare alla perfezione qualsiasi tipo di incantesimo. In combattimento, dimostra di essere all'altezza sia della Preside Griffin che del Preside Saladin ed è in grado di competere con i maggiori antagonisti della serie; nella terza stagione, ad esempio, combatte alla pari contro Valtor nella foresta di Selvafosca, benché alla fine venga trasformata in albero dalla magia dello stregone. È in grado di volare anche senza ricorrere ad alcuna trasformazione, di teletrasportarsi e di usare telecinesi e divinazione.

#### Griselda
Voce: Franca Lumachi (st. 1-4, film), Rachele Paolelli (st. 5+)
Griselda è l'ispettrice del college e l'assistente di Faragonda. È inoltre l'addetta alle iscrizioni e l'insegnante di Autodifesa. È una gran brontolona ed ha sempre l'aria imbronciata; è tra il personale più temuto all'interno del collegio. È molto rigida e scontrosa con le allieve, ma di buon cuore nel profondo.

#### Wizgiz
Voce: Mino Caprio (st. 1-5), Stefano Onofri (st. 6+),  Luigi Ferraro (film)
Wizgiz è l'insegnante di Metamorfosimbiosi. È un buffo leprecano dalla personalità particolare ed eccentrica. Durante le battaglie utilizza sempre mirabolanti trasformazioni.

#### Palladium
Voce: Vittorio Guerrieri (st. 1-3), Stefano Onofri (st. 5+), Alessandro Budroni (film)
Palladium è l'insegnante di Pozionologia e Invocazione Magica. Gestisce la Camera di Simulazione dove le studentesse possono verificare le proprie competenze magiche. Nella prima stagione è l'insegnante più preso in giro dalle studentesse, per via della sua pessima autorità e per il suo buffo aspetto, ma nella seconda stagione, essendo un elfo, muta aspetto, assumendo un'aria più seriosa, così che le studentesse inizialmente non riconoscono più il professore.

#### Barbatea
Voce: Ludovica Marineo (st 1), Roberta Greganti (st 3)
Barbatea è la bibliotecaria del collegio. Compare per la prima volta durante il nono episodio della prima stagione: in quella circostanza indica a Bloom come attuare una ricerca nella biblioteca magica. In seguito a un'anomalia nel funzionamento del sistema di ricerca, la preside Faragonda la incaricherà di riordinare tutto senza usare la magia.

### Torrenuvola
Torrenuvola è uno dei tre college di Magix; qui le apprendiste streghe studiano per affinare i propri poteri. La torre è in realtà un essere vivente e al suo interno vi sono una sorta di flussi di energia, proprio come in un albero. Nel cuore oscuro di Torrenuvola si può percepire la presenza delle Tre Streghe Antenate. Nel collegio inoltre c'è una "Dimensione di Detenzione" per le studentesse più negligenti.

#### Griffin
Voce: Antonella Giannini
La preside Griffin è una strega molto potente che dirige la scuola di streghe di Torre Nuvola. Fu lei, insieme con gli altri due presidi delle scuole di Magix, a sconfiggere le Tre Streghe Antenate.
Nella prima stagione si presenta inizialmente come una strega perfida e intrattabile: quando le Winx si intrufolano a Torre Nuvola per riprendere l'anello di Stella rubato dalle Trix, questa le impaurisce con degli incantesimi che fanno prendere vita a dei ragni e insetti terrificanti come punizione per essere entrate nella scuola di nascosto. Nel corso della stagione si avvicina progressivamente alla causa delle fate, arrivando ad allearsi con Faragonda per sconfiggere le Trix che hanno preso il controllo di Torre Nuvola e mirano a impossessarsi dell'intera dimensione magica. Nell'ultima puntata lei e Faragonda sconfiggono Darcy e Stormy mentre Bloom combatte contro Icy.
Nella seconda stagione le Trix si intrufolano nella scuola sotto ordine di Lord Darkar per prendere un frammento del Codex; Griffin impone dunque misure di sicurezza speciali ma alla fine le tre streghe prendono il frammento.
Nella terza stagione si scopre che in passato è stata alleata delle Antenate, poiché affascinata dal loro potere oscuro, e ha addirittura lavorato a fianco di Valtor, prima di pentirsi e passare dalla parte della Compagnia della Luce. Nel corso della stagione assume un ruolo più importante: dopo un faccia a faccia con Valtor al termine del quale lo stregone si impossessa di Torre Nuvola e rinchiude la preside nei sotterranei, Griffin aiuterà le Winx in missione e contribuirà a salvare Bloom tenendo occupato Valtor con una barriera magica. In seguito combatterà insieme con Faragonda e Saladin contro lo stregone, prima di rendersi conto che esso è in realtà una semplice proiezione utilizzata per distrarli.
La preside Griffin è l'unica a sapere come controllare la scuola di Torrenuvola. Conosce ogni incantesimo di magia e di magia nera e sa applicare anche l'arte della divinazione tramite delle sfere. Con Faragonda ha sempre avuto un rapporto di alleanza e rivalità. È in grado di respingere qualsiasi attacco.
Nonostante sia l'insegnante delle streghe è una brava persona.
In un flashback della terza stagione, si vede la sua versione giovanile, molto somigliante a Darcy.

#### Mirta
Voce: Gaia Bolognesi
Mirta è inizialmente una giovane strega che studia a Torrenuvola. È la migliore amica di Lucy e possiede il potere di tramutare le emozioni in immagini. È la più presa in giro tra le streghe per via del suo carattere timido e insicuro. Nella prima stagione è vittima di un incantesimo di Icy assumendo le sembianze di una zucca, ma Flora, della quale diventerà grande amica, romperà l'incantesimo e Mirta ritornerà normale. Alla fine della prima stagione si trasferisce ad Alfea, studiando per diventare una fata, ma mantenendo comunque molti poteri magici da strega.

#### Lucy
Voce: Milvia Bonacini (1ª voce), Barbara Pitotti (2ª voce)
Lucy è una studentessa di Torrenuvola ed è la migliore amica di Mirta dall'infanzia; utilizza il potere degli insetti. Nella prima stagione ammira molto le Trix ed ambisce un giorno di far parte del gruppo. Lucy partecipa al concorso "Miss Magix", ma non essendo molto carina, chiede un incantesimo alle Trix per vincere; tuttavia, le tre mirano a giocarle un brutto tiro, ridicolizzandola sul palco. Nella seconda stagione Lucy inizialmente ignorerà Mirta, ma alla fine riusciranno a chiarirsi sul fatto che nonostante adesso una è una fata e l'altra strega, possono comunque rimanere buone amiche. In tale occasione Lucy rivela a Mirta che adesso il suo idolo non sono più le Trix, bensì Griffin.

### Fonterossa
Fonterossa è uno dei tre college di Magix; qui specialisti e maghi studiano per diventare abili guerrieri. Dopo essere stata rasa al suolo dall'Armata Oscura al termine della prima stagione, subirà una totale trasformazione nella seconda.

#### Saladin
Voce: Oliviero Dinelli
Saladin è il preside del college. È un anziano ed esperto mago guerriero ed è in buoni rapporti con Faragonda così come Griffin. È stato, molto tempo addietro, parte della cosiddetta "Compagnia della Luce" insieme a: Faragonda, Griffin, Hagen, Oritel e Marion, gruppo col quale sconfisse le Tre Streghe Antenate. Rispetto agli altri due Presidi, Saladin si è tenuto un po' indietro nella battaglia contro Lord Darkar, infatti al suo posto insieme a Griffin e Faragonda, manda Codatorta.
Saladin non dimostra di temere Valtor; infatti nella terza stagione, al contrario di Alfea e Torrenuvola, Fonterossa non ha nessuna barriera magica protettiva. Saladin è un esperto combattente, sa trasformare il suo potentissimo bastone magico in corde dorate con cui lega i piedi agli avversari in battaglia, per poi farli cadere.
È sempre informato su ciò che succede negli altri mondi, ed è anche bravo negli enigmi, tant'è che il codice nascosto a Fonte Rossa era ben protetto da enigmi, che Winx e le Trix scoprono per caso. La sua magia è molto potente: infatti nella prima stagione riesce con un solo incantesimo a far scomparire i mostri d'ombra da Fonte Rossa. Con i suoi studenti ha sempre un rapporto tranquillo-severo ed è il nonno di Helia. Nella quarta stagione non compare proprio come la Preside Griffin. Nella quinta stagione compare solo nelle cerimonie fra Alfea e Fonte Rossa.
Saladin è molto potente e grazie alla magia del suo bastone è in grado di fare cose che altri maghi, streghe e fate non sono in grado fare. Helia però stranamente non ha ereditato i suoi poteri magici. È in grado di teletrasportarsi.

#### Codatorta
Voce: Fabrizio Temperini (st. 1-3), ? (st. 5+, special TV)
Codatorta è un insegnante di Fonterossa. È un abile guerriero e spesso è intervenuto personalmente nelle battaglie degli Specialisti. È stato, da giovane, un templare al Monastero di Roccaluce.

### Gardenia
Gardenia è una città che si trova sulla Terra, negli Stati Uniti d'America, ed è anche la città in cui è cresciuta Bloom e in cui è nata e cresciuta Roxy, prima di trasferirsi entrambe ad Alfea.

#### Mike
Voce: Roberto Certomà
Mike è il padre adottivo di Bloom ed è un pompiere. Circa 16 anni prima dall'inizio della storia, placando l'incendio di un edificio, avvistò una bambina avvolta dalle fiamme che gli sorrideva: la piccola era Bloom, salvata da Mike e adottata insieme a Vanessa.
In Fate - The Winx Saga è interpretato da Josh Cowdery.

#### Vanessa
Voce: Barbara De Bortoli
Vanessa è la madre adottiva di Bloom ed è la proprietaria di un negozio di piante e fiori a Gardenia. Circa 16 anni prima dall'inizio della prima stagione, adottò la piccola Bloom insieme a Mike.
In Fate - The Winx Saga è interpretata da Eva Birthistle e doppiata in italiano da Daniela Calò.

#### Mitzi
Voce: Monica Vulcano
Mitzi è la rivale giurata di Bloom. Nella prima stagione è una coetanea di quest'ultima, proviene da un'agiata famiglia di Gardenia ed abita accanto alla giovane fata. Mitzi studia al liceo di Bloom, è arrogante ed egocentrica, prova un grande odio per la Fata e per le altre Winx, ma in realtà sembra esserne gelosa. Nella quarta stagione prende una grande cotta per Brandon, proclamando battaglia a Stella e cercando di portarglielo via; ciò provoca un po' di problemi tra i giovani fidanzati, ma alla fine risolveranno la situazione. Mitzi, gelosa, insieme alle migliori amiche Sally e Darma, si allea con gli Stregoni del Cerchio Nero, diventando una fata con poteri oscuri, portando caos in città e infangando il nome delle fate, ma è presto sconfitta dalle Winx, le quali riportano normale la ragazza. Mitzi ha una sorella minore chiamata Macy. Dopo gli eventi della sesta stagione non compare più.

### Tír na nÓg
Tír na nÓg è il regno delle fate terrestri, al quale è possibile accedervi solo tramite il Cerchio Bianco, posseduto da Roxy. È una piccola isola al largo della costa dell'Irlanda e non è riportata su mappe né su cartine geografiche. È ispirata all'omonima isola della mitologia irlandese. Le fate terrestri, ispirate alle fate classiche della mitologia europea, vivono sulla Terra ed erano state rinchiuse per molto tempo dagli Stregoni del Cerchio Nero nel proprio regno. Le Winx riescono a liberarle e a persuaderle dall'intento di vendicarsi del genere umano, responsabile di averle scordate e, di conseguenza, indebolite. Alla fine, la magia sulla Terra è restaurata ed il regno delle fate terrestri ritorna a vivere.

#### Morgana
Voce: Alessandra Cassioli (st. 4), Francesca Rinaldi (ep. 6×14)
Morgana è la regina delle fate terrestri ed è la madre di Roxy. Nella quarta stagione è intenzionata ad annientare gli esseri umani per vendicarsi del fatto che questi avevano smesso di credere nelle fate, così da renderle facile bersaglio dei cacciatori di fate. Ben presto, grazie a Roxy e alle Winx, si redime e, assieme a queste ultime, lotta contro gli stregoni. Al termine della stagione promuoverà Nebula come nuova regina delle fate e ritornerà a vivere a Gardenia col marito Klaus, restituendogli i ricordi che gli erano stati precedentemente rubati. Il personaggio di Morgana è ispirato all'omonima fata della mitologia celtica.

#### Nebula
Voce: Valentina Mari (st. 4), Rachele Paolelli (ep. 6×14)
Nebula, prima della reclusione delle fate terrestri da parte dei cacciatori di fate, era la Fata Maggiore della Pace; il tempo di prigionia trascorso all'interno del proprio regno, però, le inasprirono il cuore di odio, così da renderla la Fata Maggiore della Guerra. È tra le fate terrestri più potenti e crudeli. Nella quarta stagione, quando Morgana annuncia di risparmiare l'umanità, Nebula non è d'accordo e, pur di conseguire il proprio intento di vendetta, non esita a rubare la corona a Morgana, lottando contro le Winx e gli Specialisti. Al termine della stagione, Nebula si pente e batte gli stregoni insieme alle Winx, ritornando di fatto ad essere la Fata della Pace. È promossa da Morgana come nuova regina delle fate terrestri, dopo l'abdicazione di quest'ultima, nell'attesa che Roxy cresca e sia pronta a salire al trono. Successivamente agli eventi della quarta stagione, tramuta il castello di Tír na nÓg in un'accademia per fate. Nella sesta stagione narra alle Winx e a Eldora la storia delle bacchette Mythix e gliele mostra.

### Domino
Domino è il pianeta originario di Daphne e Bloom. La leggenda racconta che il pianeta fu scelto come propria dimora dal Grande Drago; il regno godette di un grande periodo di ricchezza, pace e felicità fino all'arrivo delle Tre Streghe Antenate, le quali, cercando di impossessarsi della Fiamma del Drago racchiusa dentro a Bloom, attaccarono il pianeta, rendendolo una gelata landa deserta. Il pianeta è riportato al suo antico splendore nel primo film Winx Club-Il segreto del regno perduto, proprio da Bloom, supportata da Sky, gli altri Specialisti, le altre Winx e il fantasma di Daphne.

#### Oritel
Voce: Luca Graziani (serie TV, 1ª voce), Marco Bassetti (serie TV, 2ª voce), Francesco Prando (film)
Oritel è il re di Domino ed il padre di Daphne e Bloom. È un potente mago guerriero che combatte brandendo una spada incantata. Ha fatto parte del team leggendario "Compagnia della Luce".

#### Marion
Voce: Rachele Paolelli (serie TV), Claudia Razzi (film)
Marion è la regina di Domino e la madre di Daphne e Bloom. È una fata con poteri curativi. È stata un membro del team leggendario "Compagnia della Luce".

### Solaria
Solaria è il pianeta originario di Stella ed è il regno del Sole e della Luna. È il pianeta più luminoso della Dimensione Magica; qui il tempo atmosferico è sempre soleggiato e sereno e non piove mai. Nel palazzo reale di Solaria è custodito il Secondo Sole del pianeta, sorgente di vita dei sovrani del regno.

#### Radius
Voce: Fabrizio Temperini (st. 3), Pasquale Anselmo (st. 5+)
Radius è il re di Solaria ed il padre di Stella. È il mago del Sole, un po' burbero e irascibile, ma di buon cuore ed ama profondamente la propria figlia. È divorziato da Luna. Nella terza stagione è fidanzato con Cassandra, dalla quale è soggiogato fino a ripudiare e allontanare da lui l'amata figlia Stella; ma alla fine, è Stella a liberarlo dall'influsso di Cassandra, proprio quando è sul punto di convolare a nozze, esiliandola da Solaria. Nella quinta stagione, grazie al desiderio Sirenix di Stella, inizierà ad andare d'accordo con Luna, pur non ritornandoci insieme.

#### Luna
Voce: Ilaria Giorgino
Luna è la regina di Solaria e la madre di Stella. È la fata della Luna, è molto premurosa. È divorziata da Radius, rinunciando al titolo di regina. Nella quinta stagione, grazie al desiderio Sirenix di Stella, inizierà ad andare d'accordo con Radius, pur non ritornandoci insieme.
In Fate - The Winx Saga è interpretata da Kate Fleetwood e doppiata in italiano da Laura Romano e Claudia Razzi.

### Lynphea
Lynphea è il pianeta originario di Flora ed è regno della Natura. Qui gli abitanti del pianeta vivono in profondo contatto con la natura; siccome è percosso da forti correnti d'aria, per volare la gente utilizza delle gigantesche coccinelle che nella terza stagione le Winx utilizzeranno per raggiungere il Salice Piangente.

#### Rodols
Voce: ? 
Rodols è il padre di Flora. È saggio e riflessivo. Insieme ad Alyssa, possiede una propria serra magica. È un esperto di arte erboristica.

#### Alyssa
Voce: Rachele Paolelli
Alyssa è la madre di Flora. È molto premurosa e riflessiva. Insieme a Rodols, possiede una propria serra magica. È un'esperta di giardinaggio.

#### Miele
Voce: Benedetta Gravina (st. 3), Gaia Bolognesi (st. 6+)
Miele è la sorella minore di Flora. È una piccola fata audace e responsabile, nonostante la giovane età. Nella terza stagione accompagna le Winx dall'anziana di Lynphea e dal Salice Piangente ma, attaccata dalle Trix, precipita in acque avvelenate ed è salvata da Flora, la quale raggiunge il livello Enchantix. Nella sesta stagione è cresciuta e studia al college di Lynphea per affinare i propri poteri di fata che, proprio come la sorella, provengono dalla natura; possiede il potere di modificare lo stato d'animo di piante e fiori. Successivamente è attaccata dai Treant, ma soccorsa da Flora, la quale ottiene il potere Bloomix. Nella settima stagione salva le Winx da dei funghi cattivi con i semi di orchidea magica che ha dato Rodols a Flora. Invece, nell'ottava stagione, si arrabbia con sua sorella Flora perché la fata della natura la tratta come una bambina e, vittima di un incantesimo di Darcy, si addormenta e la Trix prende le sue sembianze.

#### Krystal
Voce: Francesca Rinaldi
Krystal è la principessa di Lynphea; è una fata affabile e socievole e possiede dei poteri curativi. È inoltre una buona amica di Helia fin dall'infanzia. Nella quinta stagione inizia a studiare ad Alfea, intromettendosi tra Flora ed Helia, avendo una piccola cotta per il giovane. Alla fine, resasi conto del fatto che Helia ami soltanto Flora, chiede perdono a quest'ultima e si fa da parte.

### Zenith
Zenith è il pianeta originario di Tecna ed è il regno della Tecnologia. È il pianeta più all'avanguardia e tecnologicamente avanzato della Dimensione Magica. Il clima gelido del pianeta permette alla tecnologia e ai Tecno-Droidi, piccoli robot che sorvegliano il palazzo reale, di lavorare correttamente.

#### Electronio
Voce: Vittorio Guerrieri
Electronio è il padre di Tecna. È riflessivo e ponderato e, proprio come Tecna, è attaccato alla tecnologia. Nella sesta stagione pensa che Timmy non possa essere il fidanzato ideale per la propria figlia e pone ad una prova il ragazzo, il quale supera, così che, alla fine, conclude che è adatto per Tecna.

#### Magnethia
Voce: Ilaria Giorgino
Magnetia è la madre di Tecna. È affabile e posata e, proprio come Tecna, è attaccata alla tecnologia. Nella sesta stagione accetta gioiosamente Timmy come fidanzato di Tecna.

### Melody
Melody è il pianeta originario di Musa ed è il regno della Musica. Gli abitanti del pianeta possiedono un grande attaccamento alla musica. Il pianeta è mantenuto in equilibrio dal canto di balene magiche, chiamate Balene del Canto, le quali, una volta all'anno, salgono in superficie presso il Molo del Canto.

#### Ho-Bòe
Voce: Lucio Saccone (st. 2), Fabrizio Temperini (st. 5+)
Ho-Boè è il padre di Musa; da giovane è stato un abile pianista. È un padre amorevole, ma restio e testardo. Nella seconda stagione cerca di impedire a Musa di intraprendere la carriera musicale, temendo che possa finire come la madre e, inoltre, non riesce ad accettare Riven. Alla fine, Musa riuscirà a persuaderlo mostrandogli che la propria passione per il canto e la musica è più forte di qualsiasi altra cosa. Infine, Riven guadagnerà la stima dell'uomo.

#### Wa-Nin
Voce: Chiara Gioncardi (st. 2), ? (st. 5+)
Wa-Nin è la madre di Musa; da giovane è stata una cantante di grande successo. Per via di una grave malattia, che non ha potuto curare a causa della mancanza di soldi che ricavava dal lavoro di cantante, è morta quando Musa era una bambina; il poco guadagno della madre è proprio il motivo per cui il padre di Musa non voleva che intraprendesse questa carriera. La madre amava il canto e la musica proprio come la figlia.

#### Galatea
Voce: Francesca Manicone
Galatea è la principessa di Melody; è una giovane fata molto gentile e generosa e possiede il potere del suono e della musica. Nella terza stagione inizia a studiare ad Alfea, incontrando Musa e diventandone buona amica. Successivamente Galatea è attaccata dalle Trix, ma è salvata proprio da Musa, la quale raggiunge il livello Enchantix e ridà le ali a Galatea, precedentemente distrutte dalle tre streghe. Nell'ottava stagione organizza una gara di ballo con la quinta stella primaria che cercavano le Winx per ricomporre la stella dei desideri come premio.

### Andros
Andros è il pianeta originario di Aisha e Nabu ed è il regno dell'Oceano. Il pianeta è ricoperto al 90% d'acqua; dall'oceano di Andros è possibile accedere agli altri oceani della Dimensione Magica e al portale della Dimensione Omega, sorvegliata da creature acquatiche. Il pianeta Andros è suddiviso in regno terrestre, dove vivono fate e maghi, governato dal re Teredor e dalla regina Niobe, genitori di Aisha e in regno acquatico, dove vivono tritoni e sirene, governato dal re Nettuno e dalla regina Ligea, genitori di Tressa, Nereus e Tritannus. L'oceano di Andros è illuminato dalla stella Gorgol.

#### Teredor
Voce: ? (st. 3), Fabrizio Temperini (st. 5+)
Teredor è il re delle terre di Andros ed il padre di Aisha. È un mago protettivo e audace. È il fratello di Nettuno.

#### Niobe
Voce: Ludovica Marineo (st. 3), Daniela Abbruzzese (st. 5+)
Niobe è la regina delle terre di Andros e la madre di Aisha. È una fata gentile ed affabile.

#### Ligea
Voce: Antonella Rinaldi (st. 3), Daniela Abbruzzese (st. 5+)
Ligea è la regina dell'oceano di Andros e la madre di Tressa, Nereus e Tritannus. È una sirena di buon cuore. Nella terza stagione Aisha rinuncia a riavere la propria vista per guarire Ligea, raggiungendo così il livello Enchantix. Nella quinta stagione è tramutata in un mutante da Tritannus, ma alla fine ritornerà normale. Ligea è l'unica a riconoscere l'errore del marito verso Tritannus e nonostante provi a fargli capire lo sbaglio di aver preferito solo uno dei suoi figli lasciando nulla all'altro il tritone rimane irremovibile nel voler capire i suoi errori.

#### Nettuno
Voce: Pierluigi Astore
Nettuno è il re dell'oceano di Andros ed il padre di Tressa, Nereus e Tritannus. È un tritone prode e temerario. È il fratello di Teredor. Nella quinta stagione incorona come suo successore il figlio Nereus, provocando così l'ira di Tritannus dato che Nettuno ha sempre preferito Nereus a lui invece di trattarli entrambi allo stesso modo, il quale lo tramuta in un mutante. Alla fine ritornerà normale. Nemmeno davanti all'ovvio di come ha sempre trattato il figlio riconoscerà di aver sbagliato non provando neanche a scusarsi con lui.

#### Tressa
Voce: Alberta Viti (st. 3), Eleonora Reti (st. 5+)
Tressa è la principessa dell'oceano di Andros. È la sorella di Tritannus e Nereus. È una sirena un po' insicura e timida, ma anche audace ed altruista. Nella terza stagione partecipa con le Winx alla liberazione degli abitanti acquatici dalla minaccia di Valtor e le sirene mutanti che alla fine torneranno normali. Nella quinta stagione verrà trasformata in un mutante da Tritannus ma alla fine ritornerà normale.

#### Nereus
Voce: Marco Vivio
Nereus è il principe ereditario dell'oceano di Andros. È il gemello di Tritannus ed il fratello di Tressa. È un tritone altruista ed eroico. Nella quinta stagione è incoronato dal padre Nettuno come prossimo re, provocando l'ira di Tritannus, il quale lo tramuta in un mutante. Alla fine ritornerà normale. Nereus seppur incoronato futuro re in parte riconosce come il padre che lo ha sempre favorito sia sempre stato ingiusto con Tritannus invece di trattare sia lui che il fratello allo stesso modo.

### Eraklyon
Eraklyon è il pianeta originario di Sky e Brandon. È uno dei regni più antichi della Dimensione Magica.

#### Erendor
Voce: ? (1ª voce), Alessandro Budroni (2ª voce), Paolo Marchese (film)
Erendor è il re di Eraklyon ed il padre di Sky. È burbero, severo e irritabile. Nel film Winx Club 3D-Magica Avventura apprendiamo che era grande amico di Oritel, padre di Bloom, ma per degli equivoci, nacque dell'astio tra i regni; alla fine Bloom e Sky risolvono la situazione e Oritel ed Erendor si chiariscono.

#### Samara
Voce: Ludovica Marineo (1ª voce), ? (2ª voce)
Samara è la regina di Eraklyon e la madre di Sky. È più clemente con Sky rispetto al marito.

### Altri personaggi

#### Kiko
È un simpatico coniglietto azzurro, ghiotto di carote e animale domestico di Bloom, che gli è molto legata. Segue la ragazza quando si trasferisce ad Alfea e talvolta partecipa alle missioni del Winx Club. Nella quarta stagione, a causa di un incantesimo, lo si sente brevemente parlare. In questa occasione Kiko con i cuccioli delle Winx aiuta il cane Artù a salvare Roxy che era stata rapita dagli Stregoni del Cerchio Nero. Kiko è molto affezionato a Bloom, e si ingelosisce facilmente quando vede Bloom in compagna di altre creature.

#### Knut
Voce: Roberto Draghetti (1ª voce), Alberto Bognanni (2ª voce), Stefano Billi (3ª voce)
Knut è un orco giallo che all'inizio della prima stagione serve le Trix, di proprietà di Darcy, ma alla fine della prima stagione si allea con Alfea in quanto si ravvede, dove, successivamente lavorerà come bidello.
Compare per la prima volta nel primo episodio della serie mentre, dopo aver seguito Stella fin sulla Terra a Gardenia, sta cercando di strapparle lo scettro magico per portarlo alle Trix. Tuttavia l'intervento fortunoso di Bloom farà fallire i suoi piani. Nello stesso episodio viene rimandato a Gardenia in compagnia di un troll da caccia per riacciuffare le due ragazze, ma l'arrivo degli Specialisti chiamati in loro soccorso da Stella gli impedirà di portare a termine la missione. In seguito a questi fallimenti le sue padrone cominceranno a considerarlo un incapace e lo utilizzeranno come domestico o, al massimo, come esca nei loro piani.

#### Hagen
Voce: ? (serie TV), Rodolfo Bianchi (film)
Hagen è un forte e potente mago guerriero ed il più grande creatore di armi magiche. È stato lui a forgiare la spada di Oritel ed un tempo prese parte alla "Compagnia della Luce". Nel primo film le Winx gli chiedono informazioni riguardo a Oritel e Marion, ma invano. Nella sesta stagione è diventato il preside presso il collegio di magia di Hoggar, un buio e tetro pianeta della Dimensione Magica.

## Personaggi secondari

### Prima stagione

#### Pepe
Pepe è un anatroccolo che appare solamente nella prima stagione, nonché animale domestico di Icy e pensa che sia sua madre, la strega però non lo prende di buon occhio e lo trasforma più volte in un blocco di ghiaccio. L'animale non sa parlare, ma pronuncia solamente "mamma". Verso la metà della stagione, arriva ad Alfea e diventa il migliore amico di Knut e Kiko. Nell'ultimo episodio, quando le Trix vengono portate a Roccaluce lui le segue in quanto vuole stare con "la sua mamma", e Kiko disperato si mette a piangere. Dopo quest'ultima scena non è più rivisto.

### Seconda stagione

#### Avalon
Voce: Stefano Crescentini
Avalon è l'insegnante di Analisi Conoscitiva e Magicofisica di Alfea. Compare per la prima volta nel quinto episodio della seconda stagione; in quell'occasione salva Bloom e Stella dalle creature oscure agli ordini di Lord Darkar grazie a un paio di grandi ali avvolte di luce. È un guerriero molto potente che prima di insegnare ad Alfea è stato luminare dell'accademia dei Malafoi. Per via dell'aspetto attraente e dal carattere premuroso, diviene subito l'insegnante preferito della maggior parte delle studentesse, in particolare Bloom, la quale si invaghisce del professore. In realtà, nella seconda stagione, Avalon non ha mai insegnato ad Alfea, dato che è stato tenuto prigioniero da Lord Darkar, il quale ha creato un clone dell'insegnante che gli ha fatto da spia. Alla fine della seconda stagione non si sa con esattezza quale sia la sua sorte: è probabile che scompaia insieme al suo signore.
Il vero Avalon riprende il suo posto di professore ad Alfea mantenendo però il ruolo di semplice comparsa.

#### Amentia
Voce: Alessia La Monica
Amentia è la principessa di Downland, un regno sotterraneo di Magix ubicato nei pressi del castello di Lord Darkar. È un'amante della perfezione, capricciosa e viziata, praticante delle arti marziali. Nella seconda stagione, la prima volta che incontra le Winx e gli Specialisti, si innamora follemente di Brandon, ma questo la respinge poiché ama Stella. Allorché Amentia minaccia di tenere la fata prigioniera, la quale rischiava di morire a causa della mancanza di luce solare, così Brandon, per salvarle la vita, accetta di prenderla in moglie. La missione di salvataggio messa in atto da: Bloom, Stella, Aisha e Sky ha successo e Brandon è liberato; Amentia, invece, si innamora del suo paggio Sponsus, grazie ad un incantesimo di Amore e, alla fine, sceglie di convolare a nozze con quest'ultimo. Successivamente, accetta la richiesta delle Winx e degli Specialisti di lottare contro i mostri d'ombra di Lord Darkar con l'armata di Downland, dopo aver perso la sfida di arti marziali con Sky e Brandon.

#### Sponsus
Voce: Alberto Bognanni 
Sponsus è, inizialmente, un servo di Amentia, innamorato da sempre di quest'ultima. Nella seconda stagione, dopo che Amentia s'invaghisce di Sponsus tramite un incantesimo di Amore, convolano a nozze.

#### Jared
Voce: Alessio De Filippis
Jared è uno specialista che studia a Fonterossa. Nella seconda stagione prende una forte cotta per Musa, ma pur essendo carino e gentile, la giovane fata lo rifiuta, poiché ama Riven. Alla fine della seconda stagione diventa il fidanzato di Alice, una fata che studia ad Alfea.

### Terza stagione

#### Nova
Voce: Monica Ward
Nova è una buona amica di Stella ed è la fata più informata di Solaria. Nella terza stagione inizia a studiare ad Alfea, incontrando Stella e informandola sul matrimonio tra Radius e Cassandra.

#### Maya
Voce: Ludovica Marineo
Maya è la signora dall'isola Pyros ed una vecchia amica di Faragonda. Nella terza stagione incontra Bloom, recatasi sul pianeta Pyros per allenarsi e l'aiuta a sviluppare e controllare i propri poteri, tenendo al corrente di ciò Faragonda.

#### Buddy
Voce: Greta Bonetti
Buddy è un piccolo drago verde che abita su Pyros. Nella terza stagione incontra Bloom, alla quale insegna a vivere proprio come un drago.

### Quarta stagione

#### Sally e Dharma
Voce: Eleonora Reti e Alessia Amendola
Sono le migliori amiche di Mitzi. Nella quarta stagione si alleano con gli Stregoni del Cerchio Nero insieme a Mitzi, diventando fate dai poteri oscuri, ma sono presto battute dalle Winx, le quali riportano normali le ragazze.

#### Klaus
Voce: Claudio Moneta
Klaus è il padre di Roxy. È un padre protettivo, ma un po' testardo. Nella quarta stagione gestisce il "Frutti Music Bar", un locale sulla spiaggia a Gardenia, dove lavora anche Roxy e per un breve periodo anche gli Specialisti e Nabu (tranne Timmy). Non ricorda niente dell'amata moglie Morgana, per via di un incantesimo degli Stregoni del Cerchio Nero, rotto poi proprio da essa.

#### Andy
Voce: Gianluca Crisafi
Andy è stato il fidanzato di Bloom al liceo sulla Terra. Nella quarta stagione incontra la giovane fata dopo molto tempo, accorgendosi di provare tuttora qualcosa per lei e provocando un po' di gelosia da parte di Sky. È il vocalista ed il chitarrista della band che compone insieme ai migliori amici, Mark e Rio, con i quali si esibisce al Frutti Music Bar.

#### Mark
Voce: Edoardo Stoppacciaro
Mark è uno dei migliori amici di Andy insieme a Rio. È il chitarrista della band che compone con Andy e Rio, esibendosi al Frutti Music Bar. Prova qualcosa per Stella provocando la gelosia di Brandon.

#### Rio
Voce: Omar Vitelli
Rio è uno dei migliori amici di Andy insieme a Mark. È il batterista della band che compone con Andy e Mark, esibendosi al Frutti Music Bar. Prova qualcosa per Tecna.

#### Jason Queen
Voce: Riccardo Niseem Onorato
Jason Queen è un grande produttore discografico di Gardenia. Nella quarta stagione scopre casualmente il talento di Musa, dopo che quest'ultima si stava esibendo al Frutti Music Bar, proponendole un contratto discografico e promettendole di renderla una star. Jason instaura un bel rapporto con Musa, tale che la giovane fata s'invaghisce dell'uomo e rompe con Riven; tuttavia, quando Musa riceve l'invito al matrimonio di Jason con la propria fidanzata, la ragazza resta malissimo, ma accetta comunque di esibirsi per lui.

#### Diana
Voce: Rachele Paolelli 
Diana è la Fata Maggiore della Natura; è la regina delle fate amazzoni e regna nella Foresta Amazzonica. Nella quarta stagione, intenzionata ad annientare l'umanità, tramuta la Terra in una giungla, cercando di vendicarsi degli esseri umani, rei di aver abbattuto la natura. La sorgente del proprio potere e della propria vita è il Sacro Germoglio, salvato dalle Winx, le quali riescono a convincerla che esistono anche uomini e donne buoni e amanti della natura, portandola dalla propria parte.

#### Aurora
Voce: Angela Brusa 
Aurora è la Fata Maggiore del Nord; è la regina delle fate artiche e regna nella gelida terra del Nord. Nella quarta stagione, intenzionata ad annientare l'umanità, attacca la Terra tramutandola in una gelida landa, proprio come una specie di era glaciale. Il posto in cui vive è la Torre Gelata. La sorgente del proprio potere e della propria vita è il Blizzard, può essere toccato solo da chi possiede il cuore più gelido ed è in grado di congelare l'intero universo. Alla fine, dopo che le fate terrestri perdono la sfida con le Winx, si redime e passa dalla parte di queste ultime.

#### Sibylla
Voce: ? 
Sibylla è la Fata Maggiore della Giustizia; è la regina delle fate agresti e regna sui Monti Sibillini, nelle Marche, in Italia. È una fata veggente ed essendo la Fata della Giustizia, è la più neutrale tra le fate terrestri. Nella quarta stagione protegge i cacciatori di fate dalla furia di Morgana e delle fate guerriere, quando questi bluffano di redimersi e di arrendersi, nell'attesa di un giudizio idoneo. Il personaggio di Sibylla è ispirato alla Sibilla Appenninica della mitologia greca e romana.

### Quinta stagione

#### Macy
Voce: Francesca Rinaldi
Macy è la sorella minore di Mitzi. È una graziosa bambina amante della natura. Nella quinta stagione è attaccata dalle Trix, le quali cercano di rubarle una pianta magica chiamata "Lilo", ma è salvata da Flora e dalle altre Winx.

#### Cryos
Voce: ? 
Cryos è il re di Zenith; è un mago che agisce sempre nel metodo più razionale e logico possibile. Nella quinta stagione Tecna persuade Cryos affinché ragioni pensando, non solo con la mente, ma anche ascoltando il cuore.

#### Omnia
Voce: Rachele Paolelli
Omnia è la Guardiana Suprema del Sirenix; risiede nel portale tra la sorgente del Sirenix di Roccaluce e l'Oceano Infinito e possiede il potere di aprire o chiudere il portale che da Roccaluce permette di accedere all'Oceano Infinito.

### Sesta stagione

#### Eldora
Voce: Anna Cugini
Eldora è la Fata Madrina della Dimensione Magica. Un tempo studiava ad Alfea, dove divenne l'insegnante di Florimagia all'interno della serra del collegio. Successivamente abbandona Alfea e va a vivere in un cottage nella Foresta Fiorita di Gardenia, l'unico posto in cui cresce la Lanusia, il fiore preferito della fata. Qui incontra Selina, diventandone la Fata Madrina. Quindi diviene la custode della biblioteca di Alessandria d'Egitto, dove entra in possesso del Legendarium; parte poi per un viaggio intorno al mondo alla ricerca di un metodo per sigillare il libro per sempre, ma invano. Nella sesta stagione ottiene la magia Mythix insieme alle Winx, supportandole nella missione contro il Legendarium, fornendogli indizi e suggerimenti. Alla fine ritorna ad Alfea e riprende Selina come propria allieva.

### Settima stagione

#### Mavilla
Voce: ? 
È la direttrice di Alfea prima di Faragonda. Le Winx la conoscono quando vanno nel passato di Alfea grazie alle Pietre dei Ricordi. Si presenta come una donna anziana, sempre gioiosa e felice di condividere con tutti la sua passione, cioè lavorare a maglia: Mavilla è velocissima a realizzare patchwork, sciarpe, cappelli, calzini di lana e accessori vari ordinando ai suoi ferri magici (fluttuanti nel suo ufficio e continuamente in movimento) di eseguire i suoi lavori. Questo è ovviamente il suo lato comico, da enfatizzare con espressioni e attitudini particolari.

### Ottava stagione

#### Dorana
Voce: Daniela Abbruzzese
Dorana è la regina delle Lumen di Lumenia, la stella che illumina Solaria, e signora di tutte le stelle. Essendo venuta a sapere della minaccia di Valtor invia Twinkly ad Alfea per chiedere aiuto alle Winx.

#### Twinkly
Voce: Giulia Tarquini
Twinkly è la messaggera di Lumenia. È lei a recapitare la richiesta d'aiuto alle Winx, con le quali stringerà amicizia. È ottimista e grintosa, infatti non ha paura di affrontare avversari molto più grossi e cattivi di lei.

#### Lumilla
Voce: Agnese Marteddu
Lumilla è una lumen d'Iridia, la stella che illumina Prometia, il mondo di Orion, e la migliore amica di Twinkly. È l'unica lumen che non è nervosa come le altre lumen d'Iridia a causa del nucleo che è stato danneggiato, è gentile e saggia. Viene trasformata in staryummy da Obscurum come le altre lumen d'Iridia, ma è stata salvata da Twinkly che la abbracciava quando le ha detto di non abbandonarla e Lumilla è tornata finalmente alla normalità.

#### Orion
Voce: Andrea Parello
Orion è un giovane inventore e avventuriero spaziale. Appare per la prima volta mentre tenta di rubare il rubino custodito nel cuore di Peripla, motivo per cui viene scambiato da Winx e Specialisti per un ladro. In realtà il rubino gli serve per riaccendere il nucleo di Iridia, la stella che illumina Prometia, il suo pianeta d'origine.

#### Stella dei Desideri
Voce: Lucrezia Marricchi
La Stella dei desideri è la stella cometa più grande dell'intero universo magico ed esprime il desiderio di chi riesce a impadronirsene ed è formata dallo Sparx, la potente scintilla che ha creato l'universo magico e che ha generato i poteri delle fate e quelli delle streghe. Le Trix, liberate da Valtor dal limbo in cui le Winx le hanno rinchiuse, tentano di catturare la stella dei desideri, ma la cometa si scompone dividendosi nelle sette stelle primarie.

#### Sapphire
Voce: Tiziana Martello
Sapphire è la sorella minore di Icy; molto tempo fa le due vivevano a Diamond, fino a che la strega sciamana non arrivò e trasformò Sapphire in una volpe bianca. L'accaduto rese Icy la malvagia strega del ghiaccio che divenne in futuro. Ella riesce in un episodio con l'ausilio della stella primaria di cui si è impadronita a far tornare temporaneamente normale la sorella ma essendo la magia della Strega sciamana troppo potente la ragazzina ritorna una volpe bianca e Icy le giura di riuscire a salvarla rivelando al contempo la verità alle sue sorelle streghe che appresa la sua storia di cui non avevano mai saputo niente le giurano di aiutarla in tutti i modi a liberare Sapphire dalla maledizione e a riprendersi il suo regno dalla Strega Antenata.

## Antagonisti principali

### Trix
Sono tre giovani streghe malvagie accomunate dal desiderio di dominare la dimensione magica. Le Trix sono tra le streghe più potenti dell'Universo magico; infatti sono le discendenti delle Tre Streghe Antenate. Appaiono nella prima stagione come principali antagoniste delle Winx e nelle stagioni successive come alleate del principale antagonista, esclusa la quarta, dove appaiono solamente raffigurate in un quadro, nella Sala dei Nemici Sconfitti ad Alfea.
Appaiono nell'episodio della prima stagione Benvenuti a Magix!. Le Trix studiano al college per apprendiste streghe di Torrenuvola fino all'espulsione da parte della preside Griffin. Alla fine della prima stagione vengono imprigionate nella fortezza di Rocca Luce dopo aver attaccato Alfea e la dimensione magica con un esercito di mostri. Vengono successivamente liberate da Lord Darkar nella seconda stagione.
Una volta libere, Lord Darkar dona loro il Gloomix, un gioiello magico che amplifica i loro poteri oscuri, per avere il loro aiuto nel recupero dei quattro frammenti del Codex. Alla fine della stagione, però, Lord Darkar esilia le Trix nella dimensione di Oblivion, non avendo più bisogno di loro: in cerca di vendetta, le tre streghe si fondono in un unico essere che si scaglia con ferocia contro Darkar, ma vengono esiliate nella dimensione Omega.
Nella terza stagione riescono a fuggire dalla dimensione Omega insieme a Valtor, un mago molto potente e affascinante esiliato da anni. Egli era alleato con la direttrice Griffin ma in seguito lei scelse il bene e lo rinnegó. Le tre competono tra di loro per conquistare il suo fascino, prima di lasciarlo quando assume la sua vera forma di demone rosso. Verso la fine della stagione, inoltre, Valtor dona loro la forma Disenchantix per contrastare il potere Enchantix delle Winx. Alla fine della stagione vengono incarcerate nei fondali del pianeta Andros.
Nel film Winx Club - Il segreto del regno perduto, si alleano con le Tre Streghe Antenate, fondendosi con loro e, in Winx Club 3D - Magica avventura, attaccano l'Albero della Vita, facendo scomparire tutta la magia buona dal mondo, ma le Winx riescono a riportare le cose alla normalità.
Nella quinta stagione vengono liberate da Tritannus, Si mettono quindi al suo servizio per conquistare l'Oceano Infinito, ricevendo un potenziamento dei poteri prima dallo stesso Tritannus e poi dal Lilo, una pianta magica. In seguito, cercano di rapire Daphne e congelano i suoi genitori per costringere quest'ultima a rivelare a Tritannus il segreto del Sirenix; la ninfa finisce per confessare involontariamente la fonte del magico potere, permettendo così a Tritannus di rubarlo e donarlo alle Trix come Sirenix Oscuro. Poco tempo dopo, Darcy e Stormy cominciano a sentirsi sempre più escluse da Icy e Tritannus, che progettano di governare l'Oceano Infinito insieme: le due streghe decidono così di cercare di far tornare Icy dalla loro parte e controllare tutte insieme l'Oceano, ma falliscono e abbandonano definitivamente Tritannus dopo aver assorbito il potere Sirenix della ninfa Politea. Quando Tritannus attiva il Trono dell'Imperatore, viene investito da un'energia oscura che ne aumenta il potere ma stravolge la sua mente e il suo atteggiamento nei confronti di Icy cambia radicalmente, arrivando ad attaccarla. All'ultimo, Darcy e Stormy si ricongiungono con Icy e le tre streghe tentano di contrastare Tritannus, ma vengono tutte colpite dal tridente del mostro e si perdono nell'Oceano Infinito.
Nella sesta stagione, le Trix, ritornate a Magix, prendono possesso di Torrenuvola, che trasformano in una scuola volante con la quale viaggiano per tutta la Dimensione Magica, conquistando una per una le scuole di magia. Si alleano anche con Selina, una strega proveniente dalla Terra e capace di rendere realtà le leggende narrate nel libro Legendarium, ostacolando le Winx nella missione per ritrovare Eldora, la Fata Madrina in grado di chiudere per sempre il Legendarium. Al termine della stagione vengono rinchiuse nel mondo del Legendarium da Acheron.
Nella settima stagione, vengono liberate dal Legendarium da Brafilius, successivamente da loro trasformato in un cane. Fatta fuggire Kalshara, le tre streghe attaccano Alfea, ma non riescono a distruggerla, pur tornando anche indietro nel tempo per impedire alle Winx di trovare la farfalla dorata che avrebbe ridato luce al Cuore di Alfea e restituito al collegio le sue difese magiche. Le Trix si fanno quindi guidare da Brafilius nel sottosuolo di Magix, dove attraversano un vortice di Magia Selvaggia che le fa fondere con i loro animali, trasformandole in streghe mutaforma. Successivamente, con il supporto degli animali fatati e di Kalshara, sono sconfitte dalle Winx e rinchiuse in un limbo fuori dallo spazio e dal tempo.
Nell'ottava stagione vengono liberate da Valtor (dato che Obscurus ha nuovamente fallito l'ultima missione assegliatagli dallo stregone) per cercare di catturare la Stella dei Desideri. Alla fine della stagione tradiscono lo stregone, aiutando le Winx ad annientarlo, per poi fuggire nello spazio cosmico, e da quel momento non si sa che fine abbiano fatto, se stanno tramando ancora di conquistare la dimensione magica o altri piani malvagi.

#### Icy
Voce: Tatiana Dessi
È la discendente di Belladonna, una delle Tre Streghe Antenate. Possiede il potere del ghiaccio e disprezza Bloom al punto da tentare sempre di sconfiggerla, fallendo ogni volta. Nell'ottava stagione si viene a scoprire che prima degli eventi della prima ella era la principessa di Diamond, un pianeta congelato dalla strega sciamana che trasformò sua sorella minore Sapphire in una volpe delle nevi. Per questo decise di diventare una strega potente. Nella seconda stagione riceve da Lord Darkar un Gloomix a forma di collana. Essendo la maggiore del trio spesso è oggetto d'interesse amoroso da parte di alcuni antagonisti (Valtor, Tritannus). Nella settima stagione viene richiamata da Brafilius insieme a Darcy e Stormy dal Legendarium e si scopre che è legata all'animale fatato Frostbite.

#### Darcy
Voce: Federica De Bortoli
Darcy possiede il potere dell'Oscurità e dell'Ipnosi, che le permettono di cambiare aspetto e mutarsi in un'altra persona. È la discendente di Liliss, una delle Tre Streghe Antenate. A differenza di Icy, non si sa nulla del suo passato. Nella prima stagione, dopo essersi resa conto dell'oscurità che si cela nel cuore di Riven, lo conquista al fine di usarlo come spia all'interno della scuola di Fonterossa. Nella seconda stagione, riceve da Lord Darkar un Gloomix a forma di braccialetto.

#### Stormy
Voce: Valeria Vidali
Ha il potere dei fulmini e delle tempeste. È la discendente di Tharma, una delle Tre Streghe Antenate. Insieme a Darcy, il suo passato è attualmente sconosciuto. Nella seconda stagione sviluppa un astio personale verso Musa, dopo essere stata sconfitta in un duello e cercato di mandare all'aria il suo concerto di debutto, arrivando persino a minacciare di uccidere suo padre. Riceve anche lei da Lord Darkar un Gloomix a forma di braccialetto.

### Tre Streghe Antenate
Le Tre Streghe Antenate, anche chiamate Tre Streghe Ancestrali, rappresentano il male impersonificato e sono le progenitrici delle Trix. Circa 16 anni prima dell'inizio della prima serie, esse cercarono di impadronirsi della fiamma del drago custodita da Bloom, secondogenita di re Oritel e della regina Marion. Per questo attaccarono Domino; questi ultimi fondarono un'alleanza magica, la compagnia della luce riuscendo a sconfiggere tre streghe antenate a caro prezzo: i regnanti di domino e l'intero popolo furono trascinati insieme alle streghe nella dimensione di obsidian e Domino fu distrutto. Nel primo film Winx Club - Il segreto del regno perduto Bloom, grazie all'aiuto di Sky e della spada di Oritel, riesce a salvare il suo regno diventando così una fata completa mentre nel sequel Winx Club 3D - Magica avventura si scopre che il re di Eraklyon, Erendor strinse un patto con Oritel; scoperto dalle tre antenate fu minacciato da esse per non prestare aiuto al re o altrimenti altre città di Eraklyon, dopo Avram sarebbero state distrutte. Il re accettò a malincuore e portò questo peso fino a che alla fine del film dove re Oritel, compresa la situazione, lo perdona.

#### Belladonna
Voce: Ludovica Marineo (serie TV), Monica Migliori (film)
È l'antenata di Icy; possiede il potere del ghiaccio.

#### Liliss
Voce: Paola Giannetti (serie TV), Pasquale Anselmo (film)
È l'antenata di Darcy; possiede il potere dell'oscurità.

#### Tharma
Voce: Graziella Polesinanti (serie TV), Cinzia Villari (film)
È l'antenata di Stormy; possiede il potere dei fulmini.

### Diaspro
Voce: Alessia La Monica (st. 1-3), Katia Sorrentino (st. 5+), Monica Bertolotti (special TV)
Diaspro è un'aristocratica e una strega proveniente dal pianeta Eraklyon e possiede il potere dei Gioielli. Nella prima stagione è una giovane capricciosa e viziata promessa sposa a Sky, fin quando quest'ultimo rompe con la ragazza per stare con Bloom. Successivamente diventa gelosa di quest'ultima e cercherà più volte di intromettersi tra la fata e Sky. Nella terza stagione, durante la cerimonia ufficiale del fidanzamento tra Bloom e Sky, alleatasi con Valtor, Diaspro utilizza un filtro d'amore su Sky, rendendolo così suo; presto le Winx scoprono il suo piano e, liberato Sky dall'incantesimo, questi la fa esiliare dal pianeta. Nella quinta stagione ritorna e diventa il consigliere speciale del re, intromettendosi tra Bloom e Sky, ma è presto sospesa dall'incarico. Nella sesta stagione, unitasi alle Trix, cerca di eliminare Bloom, gettandola nel Vortice di Fiamme, ma fallisce. Nell'ottava stagione convince Sky a seguirla in missione per recuperare il medaglione di Eraklyon scomparso, ma quando il principe ereditario scopre che quello era solo un trucco per farlo stare assieme a lei, ella fallisce vergognandosi. Stabilisce un bonding con l'unicorno alato nero che la riporta ad Eraklyon.

### Lord Darkar
Voce: Fabrizio Temperini
Lord Darkar è il signore delle ombre ed è un demone umanoide corazzato di rosso, intriso di energia negativa. Vive in un castello scavato nel terreno, i suoi scagnozzi sono un'orda di feroci mostri d'ombra e può trasformarsi nella Fenice d'Ombra, un uccello simile ad una grande fenice rossa. Da quanto viene detto da Faragonda, fu lui a pianificare la distruzione di Domino che venne poi effettuata dalle Tre Streghe Antenate e da Valtor. Lord Darkar è l'opposto polare della Fiamma del Drago, rispetto alla quale è quasi altrettanto potente; mentre il Drago è una fonte di luce, vita ed energia positiva, la Fenice, al contrario, la assorbe, generando energia negativa. È l'antagonista principale della seconda stagione.
Apparso nell'episodio La Fenice d'Ombra, Darkar rapisce alcune Pixie per sapere dov'è il loro villaggio, ma le piccole fatine vengono liberate dalle Winx. Darkar si allea con le Trix, liberandole da Roccaluce in modo che l'aiutino a rubare i quattro pezzi del codex delle tre scuole di magia e del villaggio delle Pixie e donerà loro il Gloomix.
Quando Bloom viene catturata dal clone malvagio di Avalon, lo scagnozzo di Darkar (che si infiltrò ad Alfea per ottenere la fiducia delle ragazze), esso la trasforma radicalmente in Dark Bloom dato che Darkar ha bisogno del potere della Fiamma del drago della ragazza. Dopo una dura lotta contro Darkar le Winx e gli Specialisti vengono sconfitti, poi arriveranno le Trix, da lui tradite, che si sono fuse in unico corpo con il Gloomix formando la potente creatura Megatrix.
Mentre Darkar è impegnato nella lotta lo specialista Sky tenta di liberare bloom dall'incantesimo. Darkar, furioso, assume la sua forma di fenice oscura, ma viene respinto da Bloom liberatasi perché la fata gli spiega che il potere della Fenice non può competere con quello della Fiamma del Drago. Dopo una lotta in cui si uniranno anche Faragonda, Griffin e Codatorta, le Winx lo sconfiggono grazie all'incantesimo di Convergenza reso possibile dai loro poteri Charmix.

### Valtor
Voce: Guido Di Naccio
Valtor è una creatura demoniaca contenente parte della Fiamma del Drago. È stato plasmato dalle Tre Streghe Antenate, che gli donarono una forma umana, per poi allevarlo ed educarlo come un figlio, con l'obiettivo di servirsene per conquistare la dimensione magica. Per la maggior parte della serie appare come un giovane uomo di bell'aspetto, con lunghi capelli color pesca. Veste elegantemente con una lunga giacca di colore bordeaux, camicia e fazzoletto al collo bianchi, gilet, pantaloni, guanti e stivali viola. Nell'episodio 25 della terza stagione tuttavia rivela il suo vero aspetto, ovvero un mostruoso demone rosso dalle ampie ali. Diciassette anni dopo, nella terza stagione della serie, viene liberato dalle Trix, anch'esse esiliate, ed insieme riescono a fuggire. L'unione tra le streghe e Valtor metterà le Winx in pericolo, soprattutto Bloom in quanto ultima erede al trono di Domino sfuggita all'ira di Valtor diciassette anni prima. Valtor aspira a diventare il più grande stregone della Dimensione Magica, rubando l'energia e gli incantesimi dei pianeti dell'universo magico, al fine di prendersi la propria rivincita. Dopo essere scappato con le Trix, Valtor conquista la scuola di Torrenuvola facendone la sua base e rinchiudendo Griffin, mentre le sue studentesse vengono ipnotizzate e controllate da lui. Durante la stagione Valtor darà un filtro d'amore a Diaspro da usare sul principe Sky per allontanarlo così da Bloom. Inoltre stringe un patto con Chimera e sua madre, la contessa Cassandra, per far sposare quest'ultima con il padre di Stella, Re Radius, mentre la figlia verrà allontanata dopo essere stata tramutata in un mostro. Metterà poi in pericolo il pianeta Andros cercando di farlo scontrare con la dimensione Omega. Quando poi bloom sarà vicino a distruggerlo le mentirà dicendo che i suoi genitori sono rinchiusi nel suo corpo. Le Trix nel frattempo diventano le sue tirapiedi e solo verso la fine, dopo aver visto il suo vero aspetto, le tre decidono di separarsi da lui. Al termine della terza stagione le Streghe Antenate, contro la sua volontà, riprendono il controllo del suo corpo, liberando tutti i suoi poteri e riportandolo all'originaria forma demoniaca. Alla fine, è annientato da Bloom con il potere della Fiamma del drago e delle Stelle d'Acqua. Tuttavia, mentre il suo corpo viene distrutto, la sua essenza si disperde nell'universo cosmico. Fa ritorno nell'ottava stagione, quando Argen, trovata la sua essenza sulla stella di Lumenia, riesce a riportarlo in vita. Lo stregone, pur recuperata la sua forma umana, è ancora debole. Dunque, progetta di rubare l'energia di tutte le stelle dell'universo al fine di recuperare i suoi poteri originari, così da potersi vendicare portando finalmente a termine il suo piano di conquista della dimensione magica. Durante l'ottava stagione, Valtor dialoga con quattro misteriosi fratelli rinchiusi in un limbo oscuro. Lo stregone promette loro di liberarli non appena avrà raccolto tutte le stelle primarie. Al termine della stagione si trasforma nuovamente in demone, stavolta per sua volontà, avendo imparato a controllare la propria forma. Viene definitivamente annientato dalle Winx con l'aiuto delle Trix, che lui stesso aveva liberato. Dopo la sua distruzione, nulla si sa riguardo al destino dei suoi misteriosi fratelli.
Astuto e calcolatore, riesce a mettere in difficoltà i suoi nemici con l'astuzia e l'inganno, approfittando delle loro debolezze o sfruttando le ambizioni. In virtù di ciò riesce spesso a ottenere ciò che vuole senza il bisogno di intervenire direttamente nei combattimenti, preferendo rimanere nell'ombra e mandando avanti le Trix o i mostri al suo servizio. Poiché provengono dalla Fiamma del Drago, i poteri di Valtor sono simili a quelli di Bloom. Tuttavia, essendo uno stregone dai poteri immensi, può anche contare su una vasta gamma di magie e abilità oscure. Il suo incantesimo principale è il Marchio di Valtor, un sigillo che lo stregone pone sopra le sue vittime per soggiogarle al suo controllo. Valtor ha dimostrato di poter utilizzare il marchio in molti modi, come trasformare in mostri le creature su cui viene posto (come le sirene di Andros) o aumentarne le abilità magiche (come Chimera e Cassandra). Inoltre è in grado di lanciare una maledizione capace di rendere una persona cieca, come ha fatto con Aisha. Entrambi gli incantesimi possono essere spezzati solamente dall'utilizzo della Polvere di Fata. Un'altra delle sue abilità è quella di riuscire ad assorbire energia dalla luce del sole (come fa sul pianeta Solaria) e far propri poteri e incantesimi di altri mondi, estraendoli dagli artefatti in cui si trovano. Tuttavia, poiché questo processo richiede tempo, Valtor è costretto a far uso di un artefatto, lo Scrigno di Agador (che può contenere un quantitativo illimitato di magie e incantesimi), in cui immagazzina gli incantesimi in attesa di essere assorbiti. Uno di questi, nonché il più potente a sua disposizione, è Alpha-Omega, che gli permette di manipolare i quattro elementi. Oltre a scatenarli come forze della natura, può anche modellarli a forma umana e usarli come guerrieri ai suoi ordini, perfino camuffandoli con l'aspetto di altre persone. Secondo Valtor stesso, quest'incantesimo è il più potente dell'universo magico. Inoltre, poiché egli stesso nasce dalla Fiamma del Drago, non può essere purificato dalla polvere di fata; tale immunità però non si estende ai suoi incantesimi maligni.

### Stregoni del Cerchio Nero
Gli Stregoni del Cerchio Nero, anche chiamati Cacciatori di Fate, sono un gruppo di quattro stregoni terrestri che cacciano le fate privandole delle ali e dei poteri. Appaiono nella quarta stagione come principali antagonisti. I quattro stregoni sono i responsabili della rovina del regno delle Fate Terrestri ed intendono catturare l'ultima fata terrestre, Roxy, al fine di governare sul pianeta Terra. Molti anni fa, sconfissero e imprigionarono le Fate Terrestri così che la gente smettesse di credere in loro per fare in modo che sul pianeta iniziassero a regnare guerra e caos.
Inizialmente sono abbastanza potenti da tenere a bada le Winx, i cui attacchi sulla Terra non hanno effetto su di loro. Neanche l'ottenimento del potere Believix sembra essere sufficiente per batterli, ma quando gli abitanti della Terra ricominciano gradualmente a credere nelle fate i poteri delle Winx diventeranno più forti mentre gli stregoni si indeboliranno sempre di più. Nel corso della serie tentano più volte sia di uccidere Roxy che di prendere il cerchio bianco, un oggetto trovato dalla ragazza che contiene l'essenza delle fate terrestri, fallendo ogni volta. Quando le fate terrestri vengono liberate desiderose di vendetta verso di loro, Ogron escogita un piano consegnandosi con i suoi compagni alle Winx (per avere la loro protezione) e fingendosi pentiti per le loro azioni consegnano loro il cerchio nero. Quando però stanno per essere consegnati a Morgana, che aveva promesso di non ucciderli, Ogron utilizza il cerchio nero per creare una porta per l'abisso che avrebbe dovuto risucchiare tutte le fate. Ma il piano viene sventato dal sacrificio di Nabu. A causa della morte di Nabu, Aisha si unirà alle fate terrestri per sconfiggere gli Stregoni del Cerchio Nero una volta per tutte. Gli stregoni (senza Duman che aveva precedentemente perso il controllo del suo potere) vengono affrontati e sconfitti definitivamente nella Dimensione Omega finendo imprigionati nel ghiaccio.

#### Ogron
Voce: Patrizio Prata
Ogron è il leader del gruppo, ha i capelli rossi, gli occhi azzurri e porta il pizzetto. Indossa abiti neri con inserti argentati; può tramutare gli attacchi ricevuti in forza a proprio vantaggio ed è in grado di clonare gli attacchi altrui. Al termine della quarta stagione è battuto, assieme a Gantlos e Anagan, da un incantesimo di convergenza delle Winx, Roxy e Nebula ed esiliato nella Dimensione Omega.

#### Gantlos
Voce: Christian Iansante
Gantlos è il più ironico del gruppo, ha i capelli biondi chiari e indossa sempre un cappello texano nero; può creare terremoti utilizzando vibrazioni sonore, che emette dalle mani e dai piedi, con cui è in grado di abbattere ostacoli e potenziare i suoi attacchi. Inoltre possiede il potere della traccia magica. Al termine della quarta stagione è battuto, assieme a Ogron e Anagan, da un incantesimo di convergenza delle Winx, Roxy e Nebula ed esiliato nella Dimensione Omega.

#### Anagan
Voce: Andrea Lavagnino
Anagan ha i capelli castani ed è il più impulsivo del gruppo; può correre ad elevatissime velocità perfino su superfici verticali. Al termine della quarta stagione è battuto, assieme ad Ogron e Gantlos, da un incantesimo di convergenza delle Winx, Roxy e Nebula ed esiliato nella Dimensione Omega.

#### Duman
Voce: Davide Lepore
Duman ha i capelli fucsia con una cresta in stile punk ed è il più astuto del gruppo; può assumere l'aspetto di persone, animali, mostri e creature magiche. Quando gli stregoni cominceranno a indebolirsi, Duman si ammalerà e comincerà a perdere il controllo delle sue trasformazioni. Sarà in quell'occasione che rivelerà il suo vero aspetto: un umanoide dall'aspetto di un gargoyle alato. Al termine della quarta stagione è annientato da Nabu, con il supporto degli Specialisti.

### Tritannus
Voce: Alberto Bognanni
Tritannus è un tritone e principe delle acque di Andros, geloso del proprio gemello Nereus, scelto come erede dal trono dal padre re Nettuno; è figlio di Ligea e cugino di Aisha. È l'antagonista principale della quinta stagione; rinchiuso nella prigione dopo aver tentato di uccidere suo fratello incontra le Trix e si innamora di Icy. Viene tramutato in una creatura mostruosa a causa dell'inquinamento proveniente dalle acque della Terra e trama di regnare sull'Oceano Infinito. Nella sua forma da tritone, Tritannus ha lunghi capelli viola e un corpo muscoloso; quando è un mostro, rimane un tritone, ma assume un aspetto da rettile, con occhi rossi, capelli e labbra viola scuro, e pelle verde e squamosa e tre strisce viola su entrambe le spalle.
Grazie a un tridente magico libera le Trix, che diventano sue alleate, e trasforma le guardie in mostri al suo servizio. Decide poi di assorbire i poteri delle Selkie, custodi dei portali che connettono gli oceani dei vari mondi, per avere accesso a tutti i mari e, infine, all'Oceano Infinito, conquistando da lì tutta la Dimensione Magica. Sempre con il potere del tridente ridona alle Trix i poteri che erano stati loro tolti.
Appreso da Icy dell'esistenza del potere Sirenix, che le Winx potrebbero usare contro di lui, torna ad Andros per scoprirne di più, imbattendosi in Nereus e in sua madre Ligea. Il fratello cerca di convincerlo che un tempo era una brava persona, ma viene trasformato in un tritone mutante e, sotto minaccia di uccidere Nereus, Tritannus costringe la madre a raccontargli del Sirenix. Dopo aver detto al figlio che l'ultima fata ad averlo ottenuto è stata Daphne, la sorella di Bloom, anche Ligea viene trasformata in una mutante e Tritannus mette a parte le Trix del suo piano di catturare la fata. Mentre ruba i poteri di varie Selkie, conquista il palazzo di Andros, trasformando anche Nettuno e Tressa e assorbe la spada del padre, che lo rende ancora più forte. Ottenuto il potere di entrare negli oceani di Magix, arriva al lago di Roccaluce e rapisce Daphne. Tritannus assorbe prima il potere della fonte, poi il Sirenix di Daphne, donandone una versione oscura alle Trix, con le quali entra nell'Oceano Infinito. Qui, per conquistare tutti i mondi, deve assorbire il potere del Trono dell'Imperatore, la più grande fonte magica dell'Oceano. Per attivare il Trono, però, sono prima necessari i sigilli dei tre Pilastri dell'Oceano Infinito: il mostro ruba quindi prima il sigillo del Pilastro della Luce, poi quello del Pilastro dell'Equilibrio, ma le Winx, distruggono quello del Pilastro del Controllo.
Tritannus manda quindi Icy alla ricerca della ninfa Politea, che dispone di un potente Sirenix che può sostituire il sigillo, ma Darcy e Stormy la precedono e lo rubano perché vogliono che la sorella si schieri dalla loro parte e abbandoni Tritannus. Quest'ultimo ruba così il Sirenix di Aisha e, attivato il Trono, si trasforma in un mostro che attacca Icy. Viene però sconfitto da Nereus e Bloom, che distrugge il suo tridente: tornato un tritone qualunque, viene esiliato dalla Dimensione Magica e varca il Portale dell'Oblio.
In Winx Club - Il mistero degli abissi, Politea e le Trix lo liberano dall'Oblio per fargli trovare la Perla degli Abissi e attivare il Trono dell'Imperatore, ma, alla sconfitta di Politea, torna nell'Oblio.

### Politea
Voce: Alessandra Korompay

Politea era una delle nove ninfe di Magix e amica di Daphne, entrambe in possesso dell'antico potere Sirenix. Un giorno si allearono per sconfiggere le Tre Streghe Antenate che volevano conquistare l'oceano Infinito e andò alla ricerca dell'antico potere Sirenix insieme a Daphne ma Politea, avida di potere, abbandonò Daphne e per colpa sua le streghe maledirono il Sirenix e trasformarono la fata in uno spirito senza corpo e Politea in un mostro marino.
Compare nell'episodio ep. 5x23, Sulle tracce di Politea. In questa stagione Tritannus vuole sedersi sul trono dell'imperatore e governare sulla dimensione Magica, ma per farlo deve prima prendere i tre sigilli dei tre pilastri sottomarini. Per impedire che tutto ciò accada, le Winx distruggono uno dei sigilli e l'unico modo per attivare il trono dell'imperatore è sostituire il sigillo distrutto con un potere Sirenix. Daphne è senza poteri e prigioniera di Tritannus e senza volerlo nomina la sua ex amica Politea e il suo potere Sirenix. Daphne avverte tramite i sogni sua sorella Bloom, mentre le Trix vanno alla tana di Politea per rubare i suoi poteri. Bloom va a cercare la caverna a forma di squalo, la tana di Politea e qui incontra Darcy e Stormy che rubano i poteri a Politea e abbandonano Tritannus. Dopo il furto dei poteri, Politea sparisce nel nulla.
Nel terzo film Winx Club - Il mistero degli abissi, le Trix tentano di sedere sul trono dell'imperatore ma, involontariamente richiamano lo spirito di Politea che dice alle Trix che l'unico modo per sedere sul trono dell'imperatore è liberare Tritannus dall'oblio. Alla fine è annientata da un incantesimo di convergenza delle Winx con la Perla degli Abissi.

### Selina
Voce: Eleonora Reti
Selina è una giovane strega terrestre che inizia a studiare a Torrenuvola. È una dei due principali antagonisti della sesta stagione; possiede un libro chiamato Legendarium dal quale può evocare i mostri e le creature magiche dai miti e dalle leggende. Selina è stata la migliore amica di Bloom dall'infanzia ai primi anni di liceo. È stata per un po' apprendista di Eldora, studiando per diventare una fata, fin quando non è entrata in possesso del Legendarium, incontrando Acheron; alleatasi con quest'ultimo, Selina ha intrapreso la via del male diventando una strega. Al termine della sesta stagione si redime, passando dal lato del bene, rinsaldando il rapporto con Bloom e tornando ad essere un'allieva della Fata Madrina.

### Acheron
Voce: Marco Bassetti
Acheron, antagonista finale della sesta stagione, è uno stregone malvagio che molto tempo fa creò il Legendarium, un libro che trasforma le leggende in realtà, e ne rimase rinchiuso al suo interno. Il Legendarium andò a finire nella biblioteca segreta di Alessandria d'Egitto, in Egitto e fu ritrovato da Eldora e la sua allieva Selina. Poiché il libro non può essere distrutto, Eldora parte alla ricerca della soluzione per sigillarlo per sempre ma al suo ritorno scopre che Selina è diventata cattiva e ha rubato il libro. Selina si iscrive nella scuola di Torrenuvola e si allea alle Trix cercando un modo per liberare Acheron che lo descrive come "il suo unico e vero amico".
Le Winx riescono a trovare Eldora e, per il bene della Dimensione Magica, entrano nel magico mondo del Legendarium e cercano la chiave che lo chiuderà per sempre. Selina dovrà fermarle per evitare che il Legendarium si chiuda e Acheron ne rimanga intrappolato. Inoltre Selina vorrà la Fiamma del Drago di Bloom, che secondo lei è molto potente e che potrà liberare Acheron dalla sua prigione.
Una volta liberato, Acheron scatenerà la sua terribile vendetta contro la Dimensione Magica e dopo aver preso il controllo di Torrenuvola, trasformandola in un mostro al suo servizio, intrappola le Trix nel mondo del Legendarium e tenta di eliminare Selina che accortasi di aver messo Magix in gravissimo pericolo chiede aiuto a Bloom. Questa fa in modo di attirare Acheron nel Regno della Fantasia e intrappolatolo nella Scatola dell'Infinito lo dona al nano Praseidinio in cambio della Chiave del Legendarium rubata da quest'ultimo alle Winx.

### Kalshara
Voce: Emilia Costa
Kalshara, una fata esperta e ambiziosa, da giovane conosceva e frequentava Faragonda ad Alfea. Attualmente, Kalshara si presenta come una donna infida, con tratti felini, non meno forte fisicamente e magicamente di quanto era in passato. Una volta fuori da Alfea, Kalshara è entrata a contatto con una delle diverse zone di Magia Selvaggia che esistono nell'Universo Magico e ha così acquisito poteri mutaforma, diventando una creatura malvagia. Il suo scopo è sempre stato quello di trovare l'Animale Fatato che custodisce il Potere Ultimo per richiamare e asservire tutti gli Animali Fatati dell'Universo Magico. Al termine della settima stagione, dopo aver dimostrato di tenere al fratello Brafilius soltanto per poterlo sfruttare in quanto detentore del potere ultimo, è attaccata dalle creature del mondo sotterraneo. Nel tentativo di fuggire, scivola giù per un dirupo e scompare definitivamente, risucchiata dalla fonte della Magia Selvaggia.

### Brafilius
Voce: Carlo Scipioni
Stregone buffo e pasticcione, Brafilius conosce tantissimi incantesimi, ma i suoi veri poteri sono legati al controllo degli animali. Lo stregone può ipnotizzare animali, parlare con loro e indurli a dire ciò che vuole, ordinare agli animali di fare qualsiasi cosa per suo conto. Però, a differenza di Kalshara, non possiede la capacità di trasformarsi in animale. Brafilius apparentemente persegue il medesimo piano di Kalshara, ma ha in mente qualcosa di più: una volta ottenuto il potere ultimo degli Animali Fatati, vorrebbe usarlo per liberarsi della sorella una volta per tutte. Al termine della settima stagione, dopo aver perso la sorella Kalshara e il potere ultimo, si redime e resta a vivere nel mondo sotterraneo insieme alle creature che lo popolano.

## Antagonisti secondari

### Seconda stagione

#### Keborg
È una creatura dall'aspetto simile a un pipistrello che serve Lord Darkar come spia. Inoltre è usato spesso da Darkar che gli infonde un potere oscuro e lo rende una creatura mostruosa. Alla fine è eliminato da un incantesimo di Faragonda e Griffin.

#### Avalon (clone)
Voce: Stefano Crescentini
Spia di Lord Darkar, nella seconda stagione diviene insegnante di Analisi Conoscitiva e Magicofisica ad Alfea sotto le sembianze del vero Avalon, un guerriero molto potente, luminare dell'accademia dei Malafoi. Dopo essersi guadagnato la fiducia di Bloom con l'inganno, facendola invaghire di lui, il falso Avalon inietta l'oscurità nel cuore della fata, che passa alla sua forma oscura e consegna a Keborg il Codex di Alfea. La sua vera identità è svelata al termine della stagione, quando rapisce Bloom per consegnarla a Darkar, assumendo la forma di un mostro alato. Successivamente, il personaggio non compare più.

### Terza stagione

#### Cassandra
Voce: Francesca Draghetti
Cassandra è una contessa che vive nel palazzo reale di Solaria ed è una delle persone più influenti a corte. Nella terza stagione è un'ambiziosa donna senza scrupoli che sta per diventare la matrigna di Stella, in quanto prossima alle nozze con Radius. Diventa alleata di Valtor, ricevendo da quest'ultimo un incantesimo con cui può soggiogare Radius, allontanandolo da Stella per permettere alla propria figlia Chimera di ricevere il titolo di principessa di Solaria. Alla fine è sconfitta da Stella ed esiliata dal regno di Solaria insieme alla figlia Chimera.

#### Chimera
Voce: Raffaella Castelli
Chimera è l'unica figlia di Cassandra e studia all'accademia per incantatrici Beta. È capricciosa e viziata e possiede uno spiccato accento francese; ambisce a diventare la prossima principessa di Solaria, prendendo il posto di Stella, della quale è gelosa. Nel diciannovesimo episodio della terza stagione è sconfitta dalla principessa ed esiliata dal regno di Solaria insieme alla madre Cassandra.

#### Mandragora
Voce: Cinzia De Carolis
Mandragora è una malvagia strega dall'aspetto simile ad un grande insetto al servizio delle Tre Streghe Antenate. È l'antagonista principale del primo film; qui, con la sua magia oscura, ipnotizza Riven, il fidanzato di Musa, rendendolo una pedina al proprio servizio (alla fine questi si libera grazie all'amore provato per la ragazza). È la guardiana del portale della Dimensione di Obsidian, della cui energia negativa è stata soggiogata e corrotta. Alla fine è annientata da Bloom, con il supporto di Sky.

### Ottava stagione

#### Argen/Obscurum
Voce: Paolo De Santis
Membro della famiglia reale di Lumenia, il suo vero nome è Argen ed è il fratello minore della regina Dorana, a cui trama segretamente di rubare il trono. Durante un flashback si rivela essere colui che ha riportato in vita Valtor, con cui si è poi alleato. Tornato in vita, infatti, lo stregone gli ha donato poteri oscuri e una nuova forma demoniaca, rinominandolo "Obscurum" e gli ha promesso il trono di Lumenia, in cambio di un'alleanza finalizzata a rubare l'energia di tutte le stelle dell'universo. Durante la conquista di Lumenia, Obscurum riesce a sconfiggere e imprigionare la sorella Dorana. Tuttavia, quest'ultima riesce a smuovere il suo cuore, facendolo pentire delle sue azioni. Alla fine, Obscurum abbandona i suoi piani di conquista e si riconcilia con la sorella, che lo libera dal marchio di Valtor restituendogli la sua forma umana e offrendogli di regnare insieme a lei.

#### Strega sciamana
Voce: Raffaella Castelli
È una strega che ha conquistato Diamond trasformandolo in un pianeta di ghiaccio. Lancia un incantesimo anche su Sapphire, la sorellina di Icy, trasformandola in una volpe bianca. Fa emergere dei totem in grado di fare la guardia al suo incantesimo di ghiaccio e diventa la nuova regina di Diamond. Le azioni della diabolica donna resero Icy la malvagia strega del ghiaccio che divenne in futuro infatti è proprio la Strega Sciamana il motivo per cui Icy insieme alle sue sorelle streghe voleva diventare la strega più potente della dimensione magica proprio per poter rompere la maledizione che la Strega Sciamana ha lanciato sulla sorella e potersi riprendere il suo regno annientando la malefica strega.